# Costești, Ialoveni
Costești este un sat din raionul Ialoveni, Republica Moldova. Este una dintre cele mai mari localități cu acest stat din țară.

## Geografie
La nord de sat, pe coasta stângă a văii râului Botna, lângă drumul spre Mileștii Mici, este amplasat aflorimentul Costești, arie protejată din categoria monumentelor naturii de tip geologic sau paleontologic.

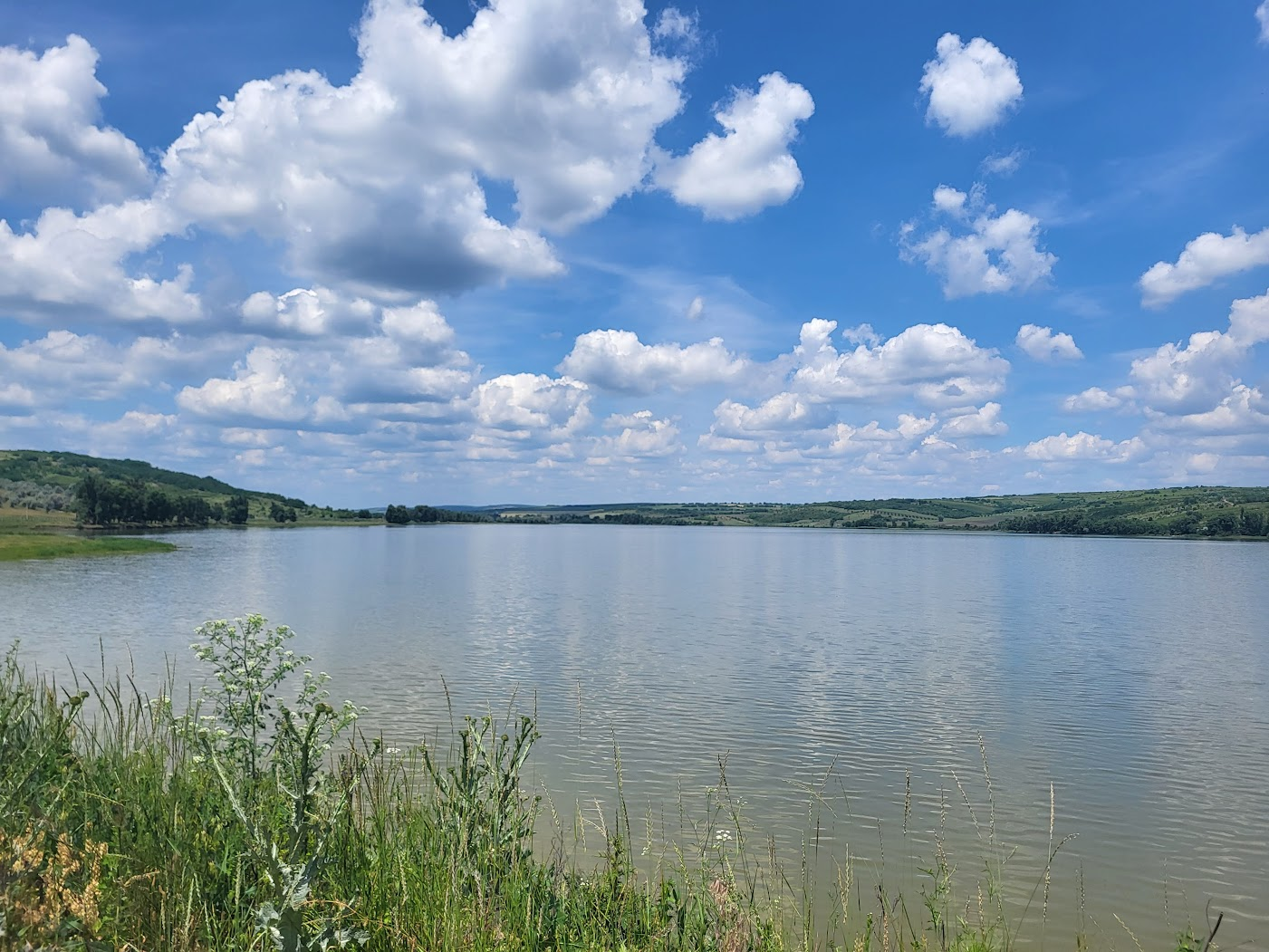
Lacul Costești
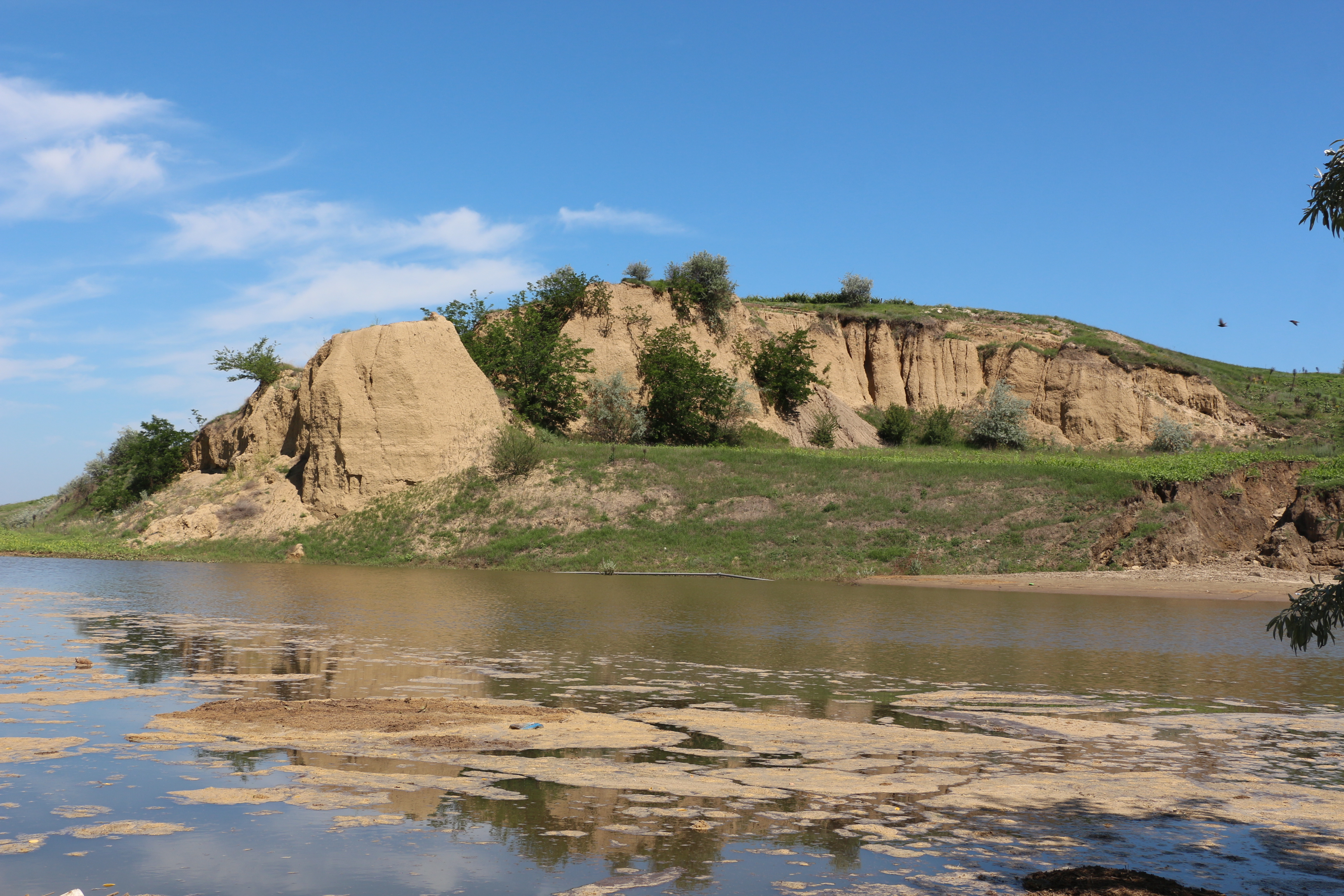
Aflorimentul la nord de localitate.
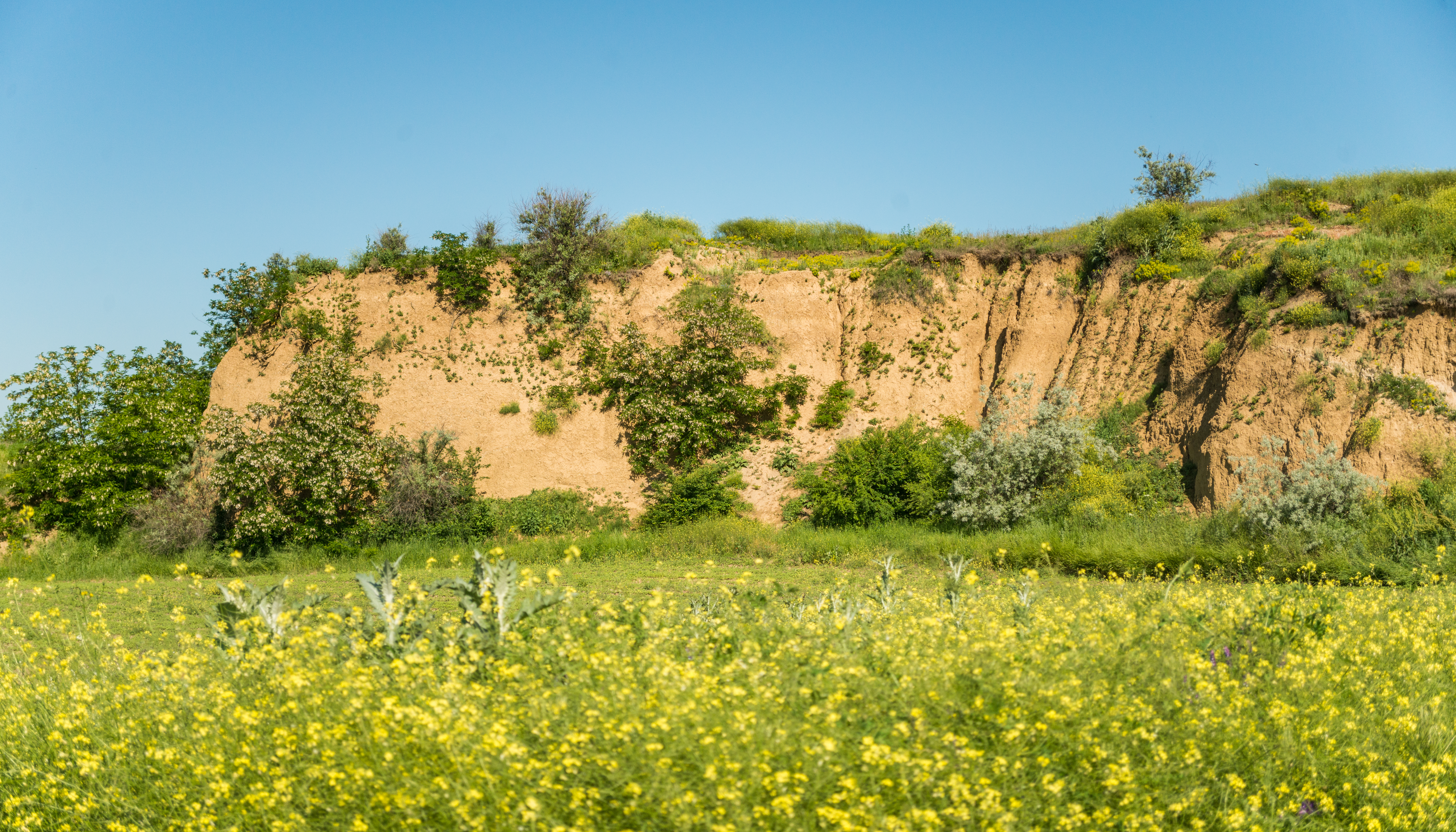
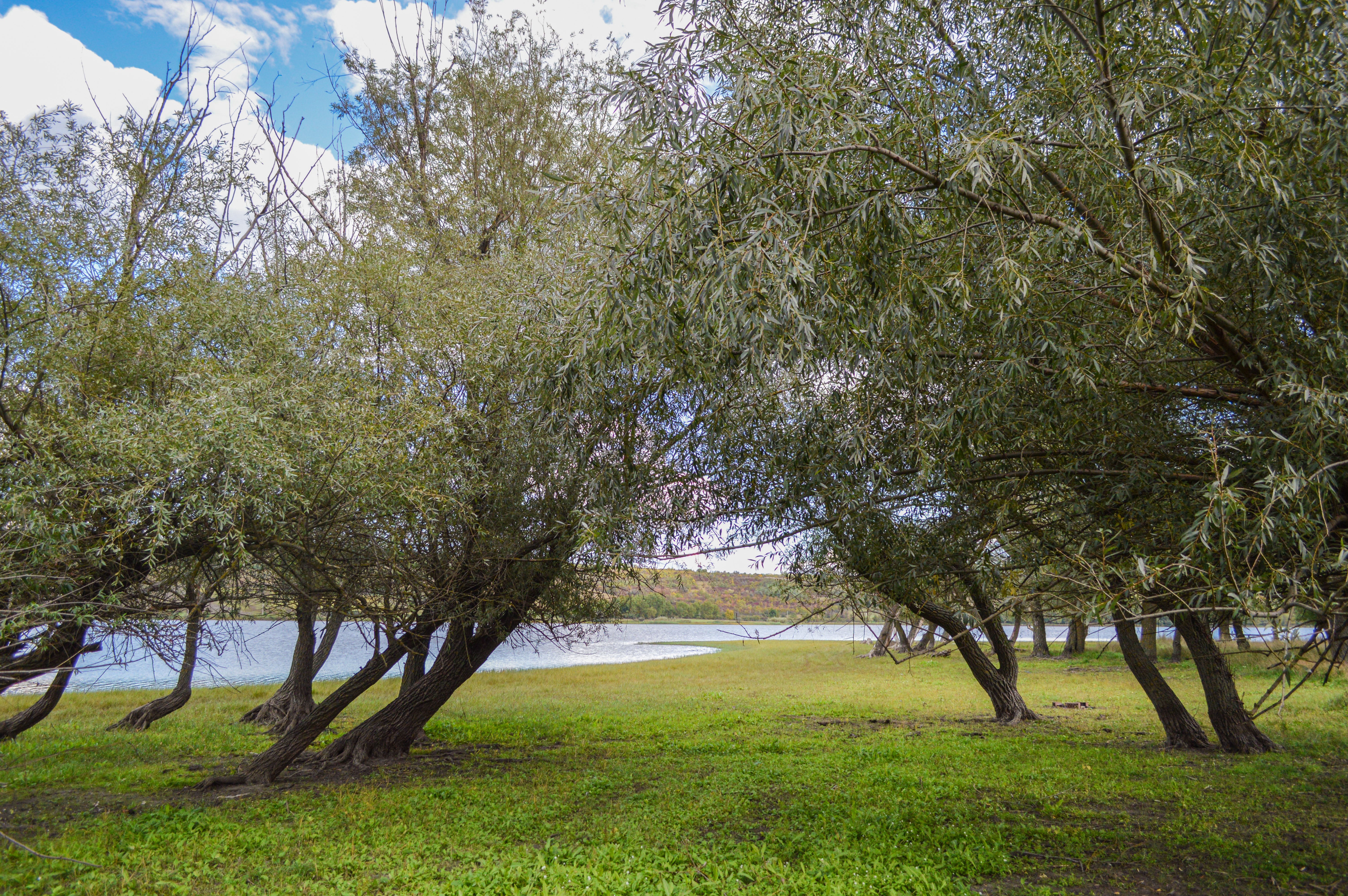
Vegetație lângă lacul din sat.
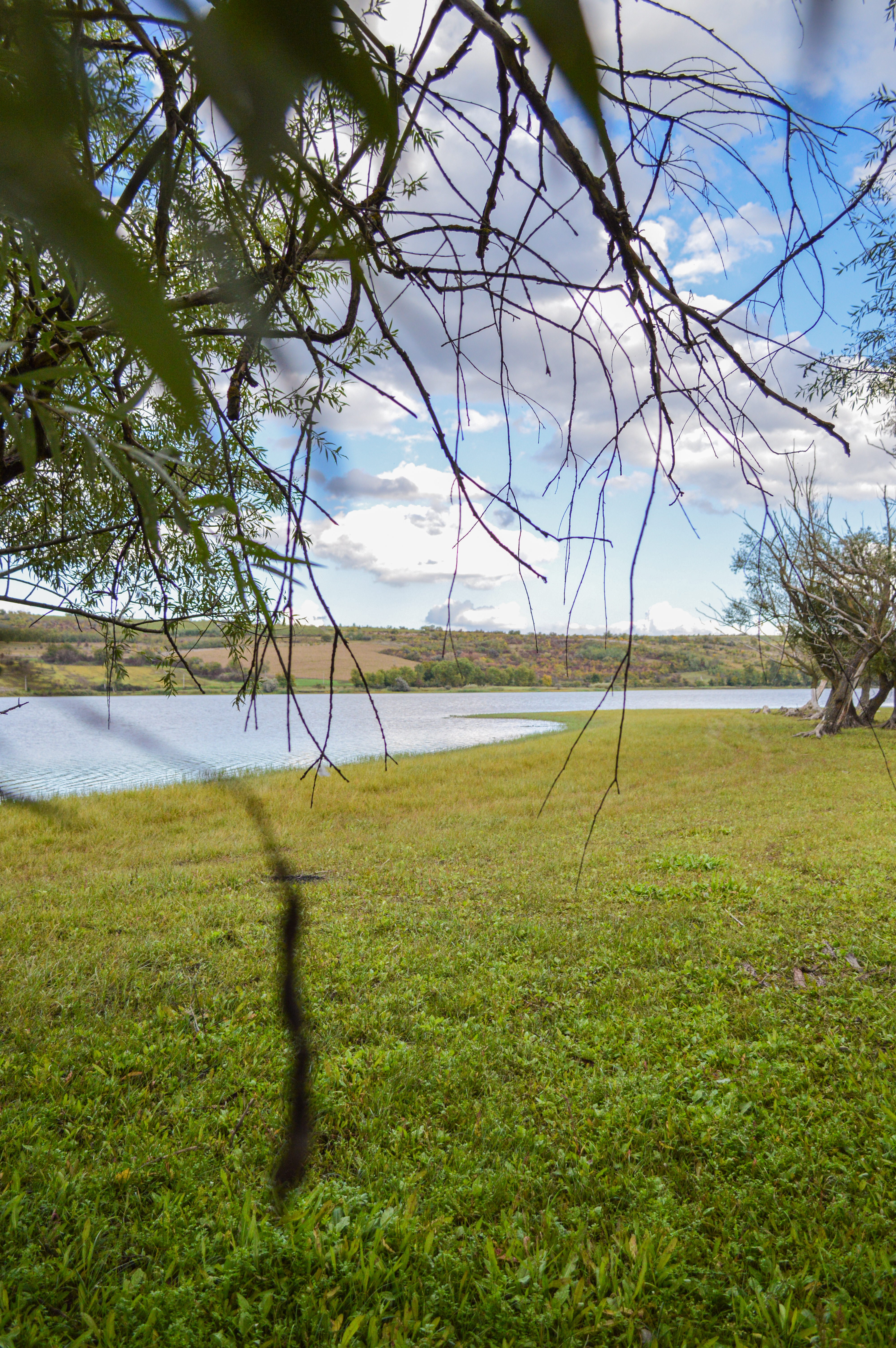
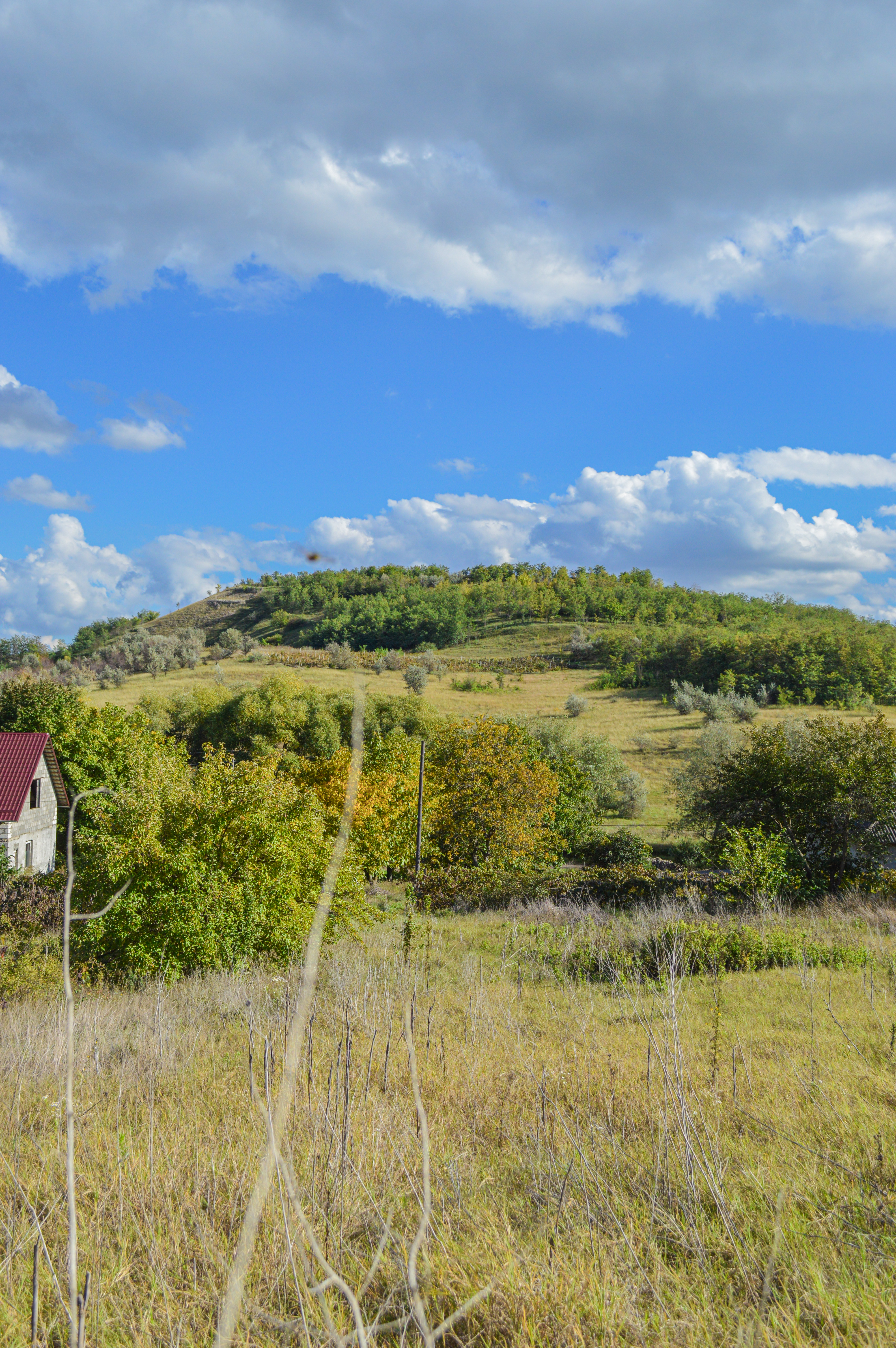

## Istoric
Prima mențiune documentară despre existența satului Costești datează din anul 1573. În ea se spune că Ioan Vodă cel Cumplit întărește preotului Toader din Lapușna o jumătate din satul Costești, partea de sus cu heleșteul și moara în Botna, cumpărată de la Tudosia, fata Anușcăi, nepoata lui Drăgan Armaș, cu 800 zloți tătărești:
„Din mila lui Dumnezeu, Ioan voievod, fiul lui Ștefan voievod, domn al Țării Moldovei. Iată a venit înaintea noastră și înaintea tuturor boierilor noștri moldoveni, mari și mici, Todosia fiica Anușcăi, nepoata lui Drăgan armaș, de bunăvoia ei, nesilită de nimeni, nici asuprită, și a vândut dreapta ei ocină și moșie, jumătate de sat din Costești, pe Botna, ce este în ținutul Lăpușna, și cu iaz și cu moară la Botna, jumătatea de sus, din uricile ei drepte și cu privilegii de cumpărătură ce a avut bunicul ei, Drăgan armaș, de la Veca și de la fratele lui, Bota, de la bătrânul Ștefan voievod, străbunicul nostru, și din ispisoc de întăritură ce a avut mama ei, Anușca, de la Petru voievod. Aceea a vândut-o popii Toader de la Lăpușna pentru opt sute de zloți tătărești.

...

Iar pentru mai mare tărie și putere a tuturor celor mai sus scrise, am poruncit credinciosului și cinstitului nostru boier, pan Ion Golăi marele logofăt, să scrie și să atârne pecetea noastră la această adevărată carte a noastră.

A scris Crâstea al lui Mustea, la Iași, în anul 7081 <1573>, luna mai, 4 zile.

Eu, Ion voievod, și fiul nostru Pătru.”

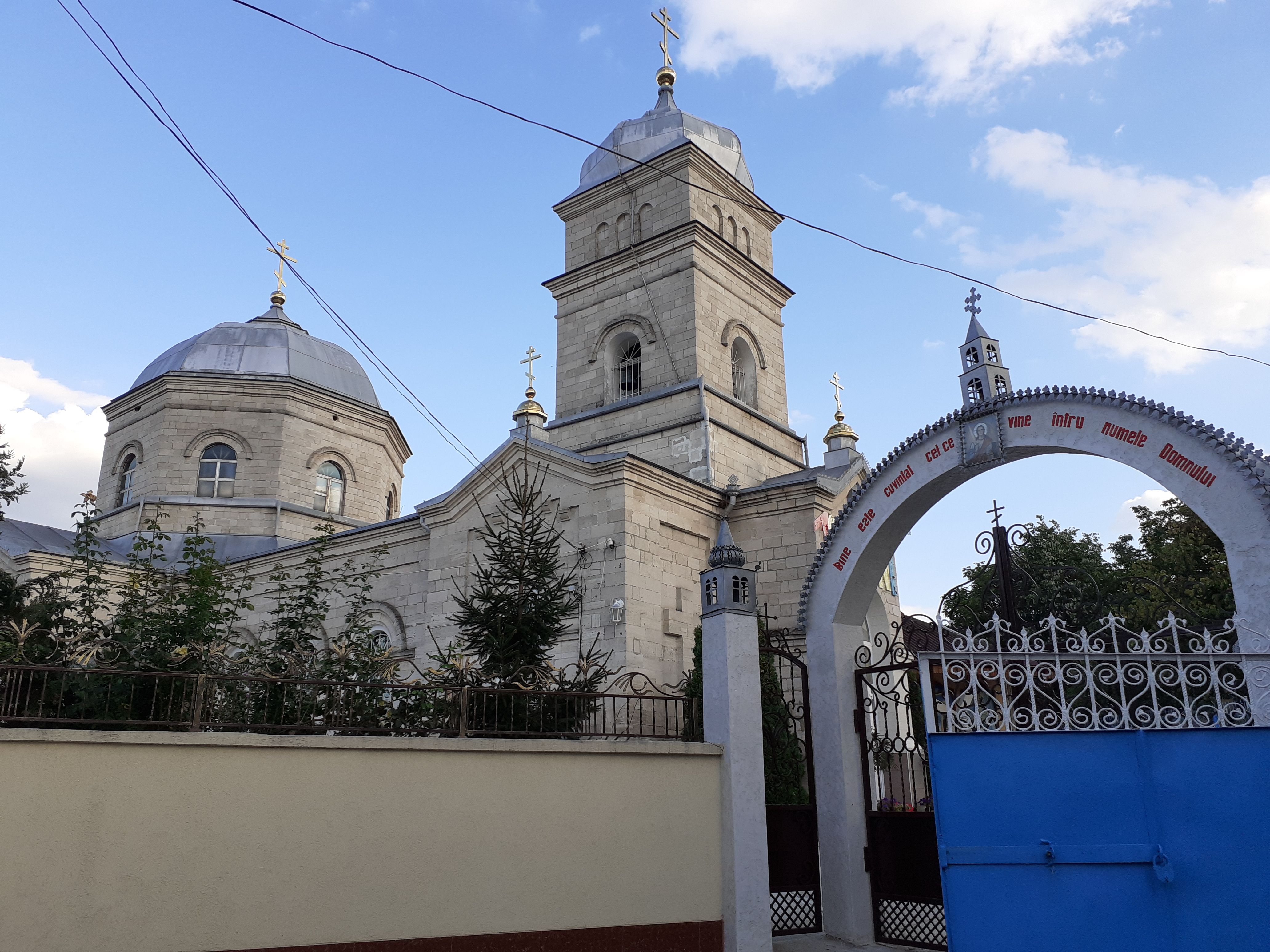
Biserica „Sf. Arh. Mihail și Gavriil” din localitate, mai mult cunoscută ca „Gârlea” (după cartierul omonim din Costești).

Cu timpul satul Costești și-a lărgit hotarele și au apărut noi denumiri de mahalale. Din cele relatate mai sus Costache Răzeșul a fost acela care și-a durat prima casă în sat, el și-a ridicat-o într-o poiană din pădure, lângă un izvor numit "Ochiul". De aceea cea mai veche mahala din sat se socoate Poiana.
Vecină cu Poiana e mahalaua numită „Huțuleuca”, se numește așa, fiindcă aici încă din vremuri de demult, s-au așezat cu traiul câteva familii de "huțuli". În apropiere de Poiana, peste pârăul "Râpa Satului", se întinde în prezent pe un deal o mahala mare, numită "Mahala Popii". Se numește așa, fiindcă în această mahala s-a așezat cu traiul primul popă din sat, iar urmașii lui au trăit și trăiesc și azi tot aici. "Piscul Maricăi", se numește așa fiindcă pe acest pisc, care e cel mai înalt, se așezase cu traiul o văduvă frumoasă, fără copii, pe care adeseori o vizitau seara bărbați, o chema Marica. O altă mahala a satului se numește "Movila", denumirea i se trage din timpul războaielor ruso-turce. Cică în unul din aceste războaie un "Pașă" turc, având nevoie să vegheze de la distanță unde se aflau armatele ruse, la ce depărtare, a ordonat să fie mânați toți locuitorii satului: bărbați, femei, copii pentru a înălța în grabă o ridicătură de pământ - un punct de observație. Bărbații cărau pământul de pe șes spre vârf cu sacii, cu coșurile, femeile cu pestelcile și astfel au înălțat un deal înalt numit "Movila turcilor" în prezent numit "Movila" . Nu există date istorice despre celelalte mahale, dar denumirile lor sunt următoarele: Gârla, Furnicarul, Deal la mori, Durduc. Pentru prima dată "Gârlea" sau "Gârla" este amintită într-un document ce se referă la anul 1724, 22 noiembrie .Un alt document, ce se referă la anul 1731,  25 mai, informează că vornicul Mihaci din satul Gârlea e martor la o hotărnicie a moșiei de acolo. Întemeietori ai satului Gârlea se socot Costachi și Hașul Cegolea . Denumirea Gîârlei se trage de la Gârlă, ceea ce înseamnă baltă.

### Satul în perioada țaristă
Dacă în 1813 în sat erau numai 62 gospodari, apoi în a doua jumătate a secolului XIX numărul lor a crescut considerabil și a ajuns la 300 gospodării, iar în 1870 avem în sat 391 gospodării . Creșterea era datorată șuvoiului de oameni ce veneau din Rusia. După războaiele ruso-turce, și războiul din Crimeea (1853-1856) mulți soldați ruși au rămas să trăiască în Basarabia. În sat exista o biserică din lemn cu acoperiș din stuf, construită încă din 1783, biserica sfântului Nicolae . În anul 1815 în locul bisericii vechi locuitorii cer voie să zidească o biserică nouă din piatră, care este gata abia în 1830 . Actuala biserică a fost construită de către săteni la porunca preotului Dumitru Sava Baltaga, arhitector fiind domnul Cupcea. Construcția a durat un an (1908-1909), iar clopotul a fost adus de către Simion Iovu Mereacre în anul 1914 de la Sankt Peterburg și cântărea 4800 kg.

### Dezvoltarea învățământului
În 1842 s-a deschis la Costești o școală parohială bisericească , iar la Gârla, în 1861 s-a mai deschis o asemenea școală. Și în Costești și la Gîrla școlile au fost deschise în case țărănești. Pe lângă fiecare școală lucra numai câte un învățător. La 1 iulie 1872 la Costești se deschide o școală populară elementară, care din anul 1877 s-a numit școală a Ministerului Învățământului Public . Această școală a fost deschisă într-o casă veche țărănească care nu corespundea cerințelor unei școli. Școala era cu o clasă în care învățau numai băieții . Religia era predată de preotul Dumitru Baltaga. În anul 1877 în școala Ministerului Învățământului Public lucra în calitate de învățător Grigorovici Ivan Procopievici. Această școală era controlată de organele respective județene. În anul 1890 în sat se deschide o școală primară care e întreținută de țărani și în care lucrează în calitate de învățător Antip Ternovițki. În această școală învățau 16 băieți și 4 fete . În anul 1904 în Costești activau 30 școli, dintre ele 10 – ministeriale, 2 – de zemstva, 15 – parohiale bisericești și 3 școli elementare. În aceste școli învățau cca 1320 baieți și 89 fete ceea ce alcătuia puțin mai mult de jumătate din toată populația. Învățau la școală în limba rusă, ceea ce rezultă că se făcea o intensă politică de rusificare. Puteau frecventa școala doar copiii celor mai înstăriți oameni. Deși puțini la număr, elevii școlilor din sat duceau bunul nume al locului de unde au pornit în lume, atingând pe atunci un înalt nivel de instruire.

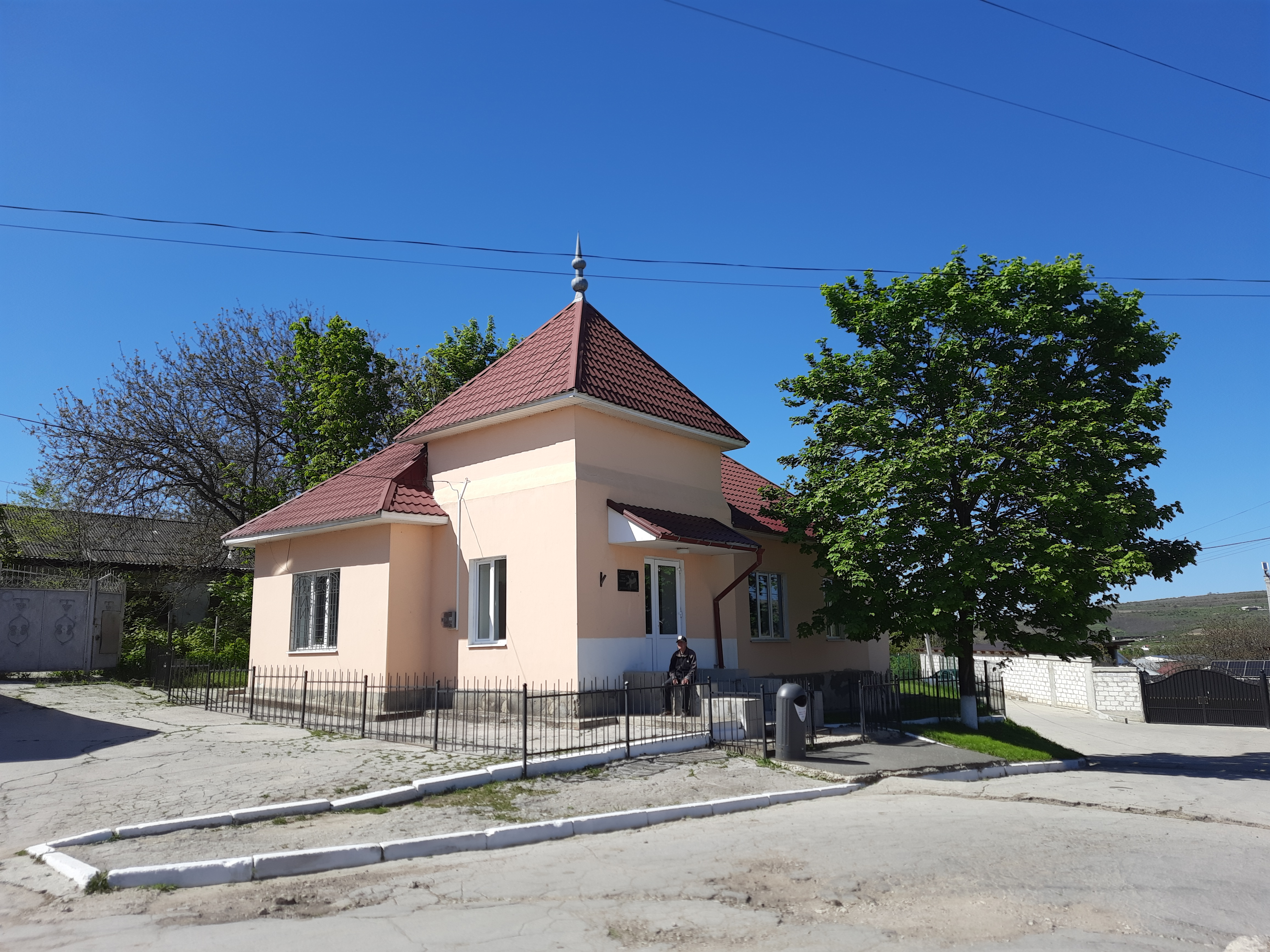
Clădirea fostei școli muzicale.

Încă la începutul secolului XIX în Gârlea era proprietar Ilie Botezatu, care la 1802 a devenit stăpân asupra unei părți din moșia ce i-o făcuse zestre Ștefan Bățu , socrul său. El era un fecior de nobil, moșier bogat , care avea și el doi feciori. Satul era răzășesc, în care trăiau 68 familii. Către 1859 el avea 128 case, 299 bărbați  și 255 femei . Aici exista biserica sfântului Mihail zidită În anul 1805. În a doua jumătate a sec. XIX proprietar era Gavriil Catacazi, care a cumpărat moșia de la fostul proprietar Ilie Botezatu. La începutul sec. XX Gârla număra 182 case cu 768 locuitori, proprietar era M.M Catacazi. Către anul 1924 în Gârla e rezidită biserica sf. Mihail, care a fost reconstruită în 1884. Biserica e construită din nuiele și e acoperită cu scânduri pe deasupra tencuielii. În biserică erau câteva icoane cu inscripții moldovenești. În curtea bisericii existau 2 pietre de mormânt fără inscripții.
La sfârșitul sec. XIX sub influența dezvoltării relațiilor marfă-bani se intensifică diferențierea țăranilor în săraci și burghezia sătească. Guvernul țaristei Ecaterina a II-a (1764-1796) a creat un astfel de sistem administrativ, sătesc , prin care starostii satelor și alți conducători erau aleși pe un termen de 1-3 ani. În aceste posturi nu puteau fi aleși sătenii, care nu dispuneau de gospodărie, sau pământ, cei care nu erau căsătoriți și cei care nu atingeau vârsta de 25 ani. Aceasta, de asemenea era o cale a rusificării. La începutul sec. XX ambele sate Costești și Gârla fac parte din județul Chișinău „ocrugul” (district) 2 și sunt conduse de Dumitru Baltaga protoier al Costești, Constantin Cuma și anchetatorul bisericesc, preotul din s. Mereni Mihail Friptu. În acest ocrug intrau și satele din jurul Costeștiului, și anume: Hansca, Țâpala, Rezeni, Budăi, Bălțați, Cigârleni. Către anul 1923 în Costești erau de acum 956 case, 3486 bărbați și 4175 femei. Satul dispunea pe atunci de 1 moară cu aburi, 23 mori de vânt, 3 școli primare mixte, o biserică ortodoxă, post de jandarmi, comună agricolă, poștă de cai a zemstvei, poștă rurală, primărie, o cârciumă, reședință de subprefectură și un restaurant . La 4 octombrie 1936 se deschide o fabrică de spirt, clădirea era de piatră, acoperită cu țiglă. Stăpânul fabricii era M. Starostinski de cetățenie română. În această perioadă s-au executat următoarele lucrări de interes obștesc: s-a înființat un dispensar sanitar înzestrat cu mobilier și ustensile medicale pentru primul ajutor, s-a construit un local nou de primărie (în prezent în acest local e școala muzicală), s-a început construcția unei școli noi în s. Gârla 1937, s-a înființat în 1934 telefon propriu pe rețeaua județeană, s-au construit poduri de piatră. După venirea trupelor rusești în timpul celui de-Al Doilea Război Mondial au avut loc mai multe schimbări: au fost reîmpărțite pământurile, a fost schimbat președintele sovietului sătesc, au fost deportați mai multe persoane de vază, iar alții au fost arestați fără motiv. La 22 iunie 1941 încep operațiunile militare naziste pentru reocuparea Basarabiei și Bucovinei de Nord. Se spune că la Ialoveni era un mic aerodrom care a fost bombardat în zorii acestei zile. După ce a fost ocupat satul și întreaga Moldovă de către ruși peste 500 de consăteni au plecat pe front. Costeștenii s-au aflat pe prima linie până în ultimul an de război, mulți dintre care au decedat pe meleagurile străine a Germaniei, Poloniei, Ungariei, Austriei, Ceho-Slovaciei.

### Evenimentele marcante de la mijlocul sec. XX

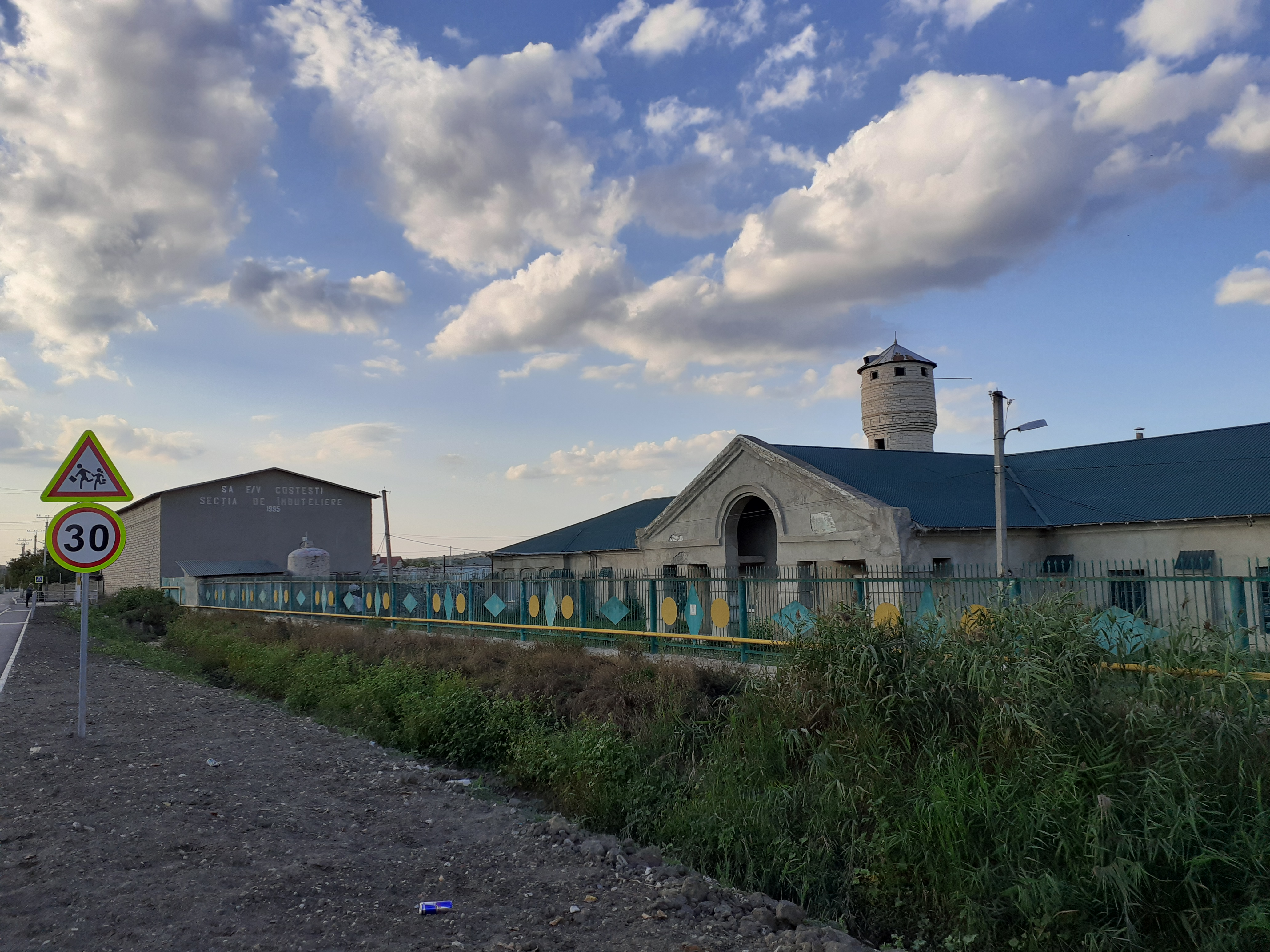
Fabrica de vin „Costești-vin”, datează din perioada respectivă.

Una din cele mai dureroase file ale istoriei republicii este foametea din 1947. Puterea Sovietică, declarată putere a muncitorilor și țăranilor, a confiscat fără scrupule toate rămășițele de pâine din anii precedenți. După mărturisirile martorilor oculari oamenii au mâncat nu numai turte de lobodă, dar și urzică, cioroi, câini, mălai, frunză verde de vie etc. Alții ca să supraviețuiască strângeau buruieni, le amestecau cu tescovină, coceau turte și le mâncau. Unii plecau prin Polonia și vindeau lucruri care le mai aveau prin casă pentru a salva familiile de foame. După datele martorilor au decedat peste 3000 oameni în Costești.
O altă etapă crudă a neamului nostru a fost anul 1949 – anul colectivizării și al deportărilor. Pentru a grăbi acest proces la 28 iunie 1949, la aniversarea așa numitei „zi a eliberării”, a fost adoptată hotărârea Consiliului de miniștri a Moldovei „cu privire la deportarea de pe teritoriu Moldovei a familiilor de chiaburi, a foștilor moșieri și a marilor comercianți” fiind la număr de 11342 familii ce urmau a fi deportate în Siberia Rusia, iar toată averea lor să fie dată colhozurilor și sovhozurilor. Pentru a acorda ajutor organelor locale în orașe și sate au fost trimiși împuterniciți de partid și de stat, trupe interne, activiști ai satelor. În 1949 pe teritoriul s. Costești se formează 3 colhozuri: Kalinin, Andreev și Novaia Zarea, iar la Gîrla colhozul Moldova Socialistă. În noaptea zilei de 6 iulie 1949, familiile din Costești au fost ridicate în mașini și deportate în Siberia “Eram pe atunci o fată mică, în acea zi lucrasem la câmp. Seara mama ne-a hrănit și noi ne-am culcat să ne odihnim. Pe la miezul nopții a început să latre câinele. Mama a ieșit și a văzut ograda plină de soldați. Părinții ne-au trezit cu greu. Când am ieșit afară ne-au anunțat că suntem ridicați. Tata : «Ce-mi speriați copiii? Mai bine împușcați-ne aici.” Nu ne-au dat voie să luăm nimic cu noi și ne-au împins să ne urcăm în mașină. Sora noastră Ileana s-a dus să ia niște ouă și a rămas de mașină, rămânând singură, a nimănui. La gară ne împingeau înainte spre vagoane mai strașnic decât nemții. În tren sufeream de foame și de sete. Ne hrăneau numai cu pește sărat. Gura ni se rănise și ne ardea ca focul. Pe la Omsk ne-au urcat pe vapoare până la raionul Nahocinski, apoi ne-au mutat pe barje. Femeile boceau. Ne-au dislocat într-o pădure, unde erau vreo două-trei case. Ne-au dat voie să ne culcăm în pod, spunându-ne «Făceți-vă case». Ne dădeau o pâinică mică de secară pentru 2 zile. Ne înfășuram la un picior cu o mânecă de pufoaică, iar la celălalt cu o șalincă și așa am supraviețuit și gerurile. Am muncit în Siberia 7 ani. Când ne-am întors în raion nu ne primeau. Pe atunci aveam 11 ani, însă numai 2 ani n-am lucrat. Lucram săptămâna împrejur. Duminică nu aveam.” (Ne relatează dna Emilia) ”La 6 iulie 1949 la orele 2 noaptea a venit președintele Sovietului sătesc și doi soldați înarmați. Ne-au citit dintr-un caiet numele să vadă dacă suntem toți. Ne-au ținut în casă până la ora 6 dimineața. Nu ne-au dat voie să ieșim deloc afară. Căldarea cu apă ne-au vărsat-o. La orele 6 a venit o mașină militară și ne-au urcat în ea. Ușile de la casă și poartă au rămas deschise. Am ajuns la stația de la Strășeni. Acolo ne-au urcat în tren și au pus lacăt la uși. 5 zile și nopți ușile la tren n-au fost deschise deloc. În orașul Tiumeni trenul a făcut popas 30 minute, unde ne-au mutat într-un vagon pe un vapor cu care am plutit 4 zile și nopți pe râul Irtîș. Lângă un munte iar ne-au mutat în alt vapor, cu care am plutit până în raionul Vagai. Din Vagai ne-au transportat încă o sută de kilometri cu căruțele. Tot drumul acesta nu ne-au dat nimic de mîncare. Am ajuns într-un sat Carton, unde ne-au dat case și ne-au lăsat 3 zile să ne odihnim. A patra zi ne-au scos la lucru, la cărat fân în colhoz. Într-o lună de zile, noi 3 persoane am făcut 90 zile-muncă și pentru asta am primit 9 kg de făină. Peste un timp am scris scrisori-cereri lui Stalin și la un an de zile am primit răspuns, că suntem deportați pe 25 ani și că trebuie să uităm de Moldova. După moartea lui Stalin iarăși am trimis scrisori la Moscova și la 25 martie 1954 am primit răspuns să mai așteptăm. De la 1 ianuarie 1955 3 zile la rând am fost chemați la cercetări, după aceea am primit documentele de eliberare. Au trecut numai câteva luni de când venisem în Moldova și la 15 septembrie 1955 am primit „povestcă” de plecare la armată. Armata am făcut-o 3 ani și 4 luni fără niciun concediu, în regiunea Arhanghelsk. Iată așa mi-au trecut anii tinereții…” (Ne povestește dl Cozma Ion). În anii 1958 satul și-a schimbat radical aspectul construindu-se o nouă școală, brutăria, estrada de vară, 4 grădinițe, ferme pentru vite și alte clădiri importante.
În perioada sovietică, până la crearea raionului Ialoveni în 1977 (inițial sub denumirea de – raionul Kutuzov), localitatea a făcut parte din raionul Kotovsk (actualmente – raionul Hîncești).

## Demografie

### Structura etnică
Structura etnică a localității conform recensământului populației din 2004:

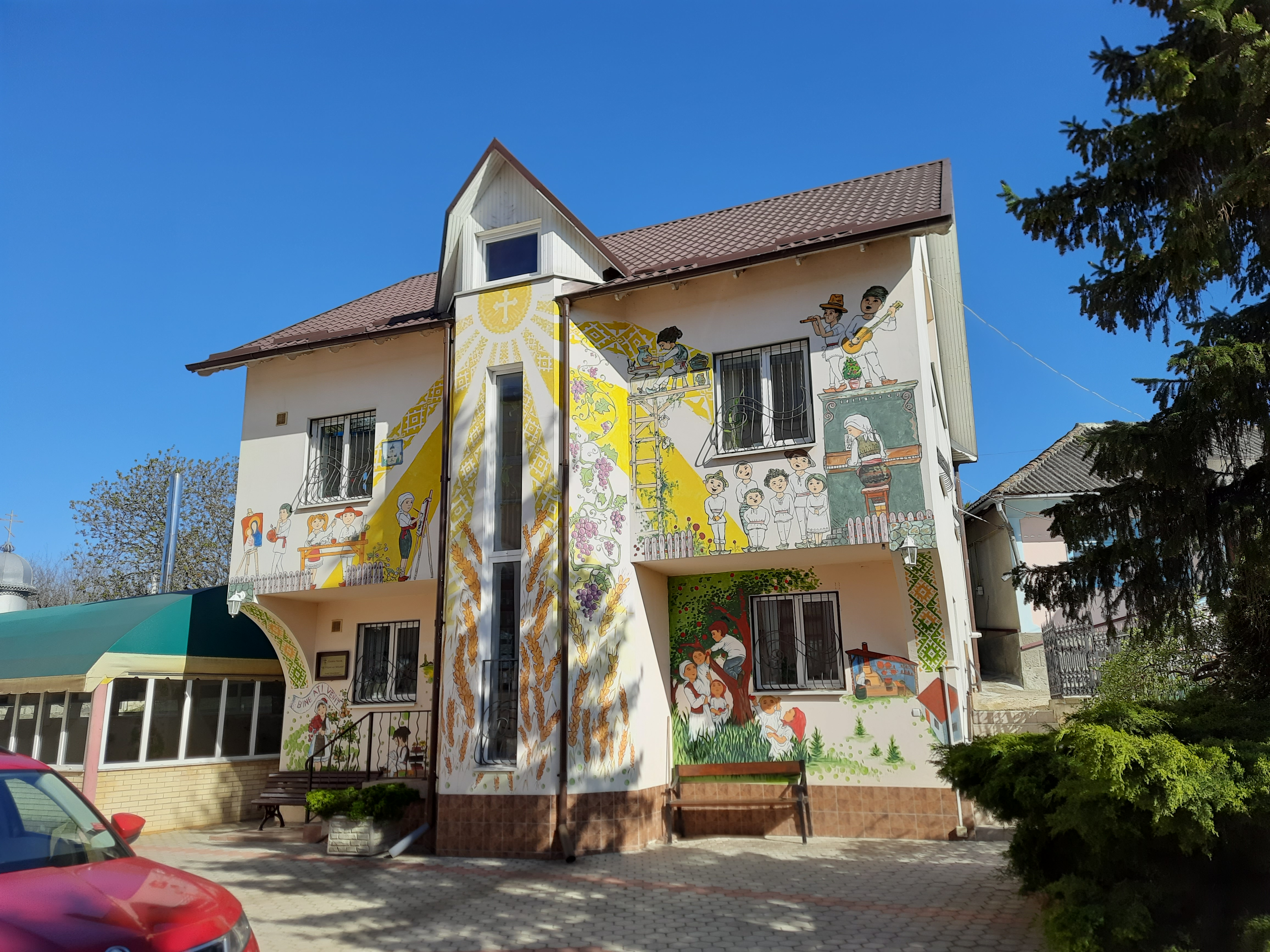
Centrul social

| Grup etnic                                               | Populație  | % Procentaj  |
| -------------------------------------------------------- | ---------- | ------------ |
| Băștinași declarați Moldoveni Băștinași declarați Români | 10.341 718 | 92,93% 6,45% |
| Ruși                                                     | 24         | 0,22%        |
| Ucraineni                                                | 18         | 0,16%        |
| Țigani                                                   | 16         | 0,14%        |
| Găgăuzi                                                  | 2          | 0,02%        |
| Bulgari                                                  | 2          | 0,02%        |
| Alții                                                    | 7          | 0,06%        |
| Total                                                    | 11.128     |              |

## Administrație și politică

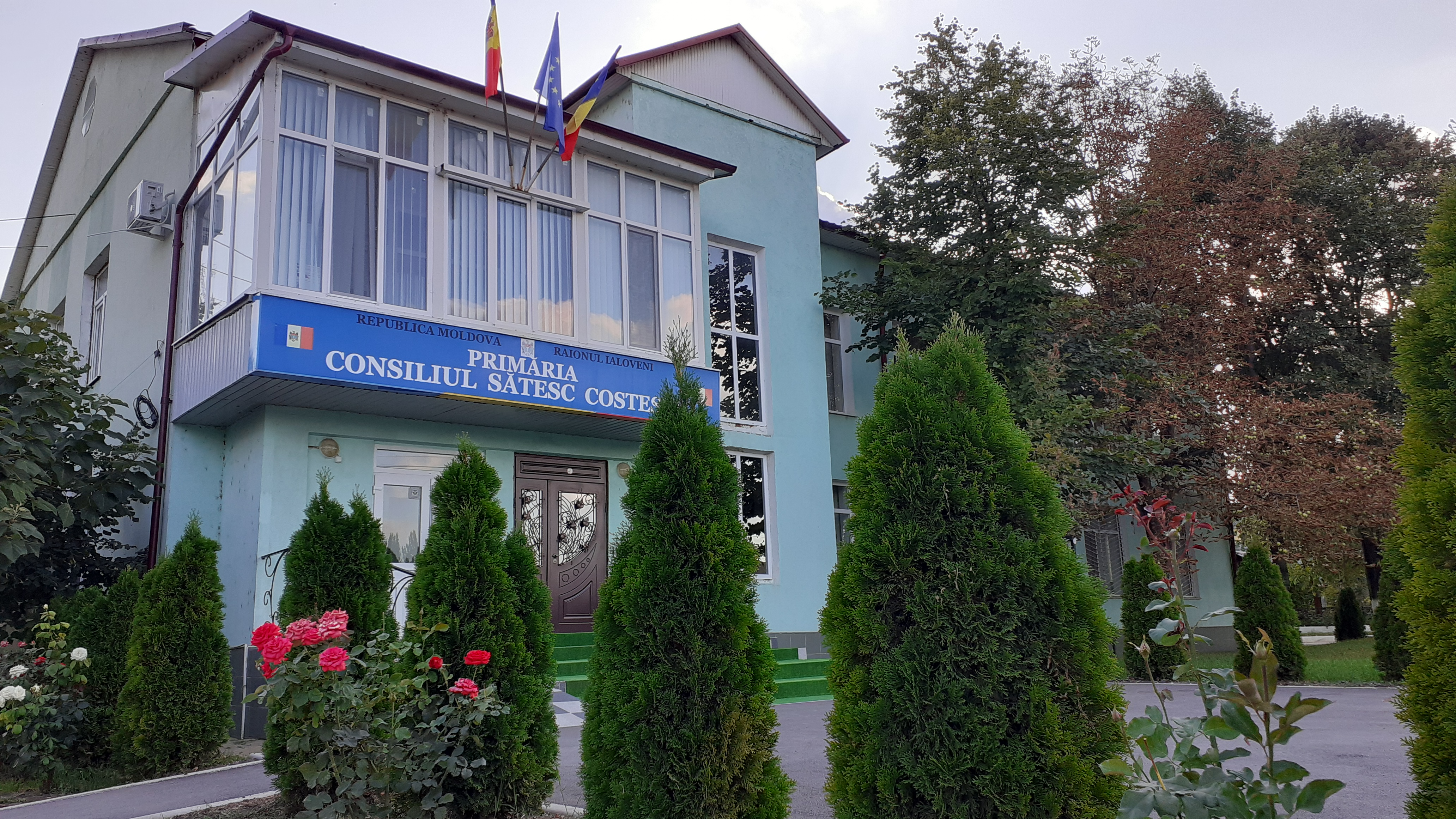
Primăria

Componența Consiliului local Costești (17 consilieri), ales la 5 noiembrie 2023, este următoarea:
|  | Partid                            | Consilieri | Componență | Componență | Componență | Componență | Componență | Componență | Componență | Componență | Componență | Componență |
|  | --------------------------------- | ---------- | ---------- | ---------- | ---------- | ---------- | ---------- | ---------- | ---------- | ---------- | ---------- | ---------- |
|  | Partidul Acțiune și Solidaritate  | 10         |            |            |            |            |            |            |            |            |            |            |
|  | Liga Orașelor și Comunelor        | 4          |            |            |            |            |            |            |            |            |            |            |
|  | Partidul Social Democrat European | 2          |            |            |            |            |            |            |            |            |            |            |
|  | Candidat independent ION NEGRU    | 1          |            |            |            |            |            |            |            |            |            |            |

## Galerie de imagini

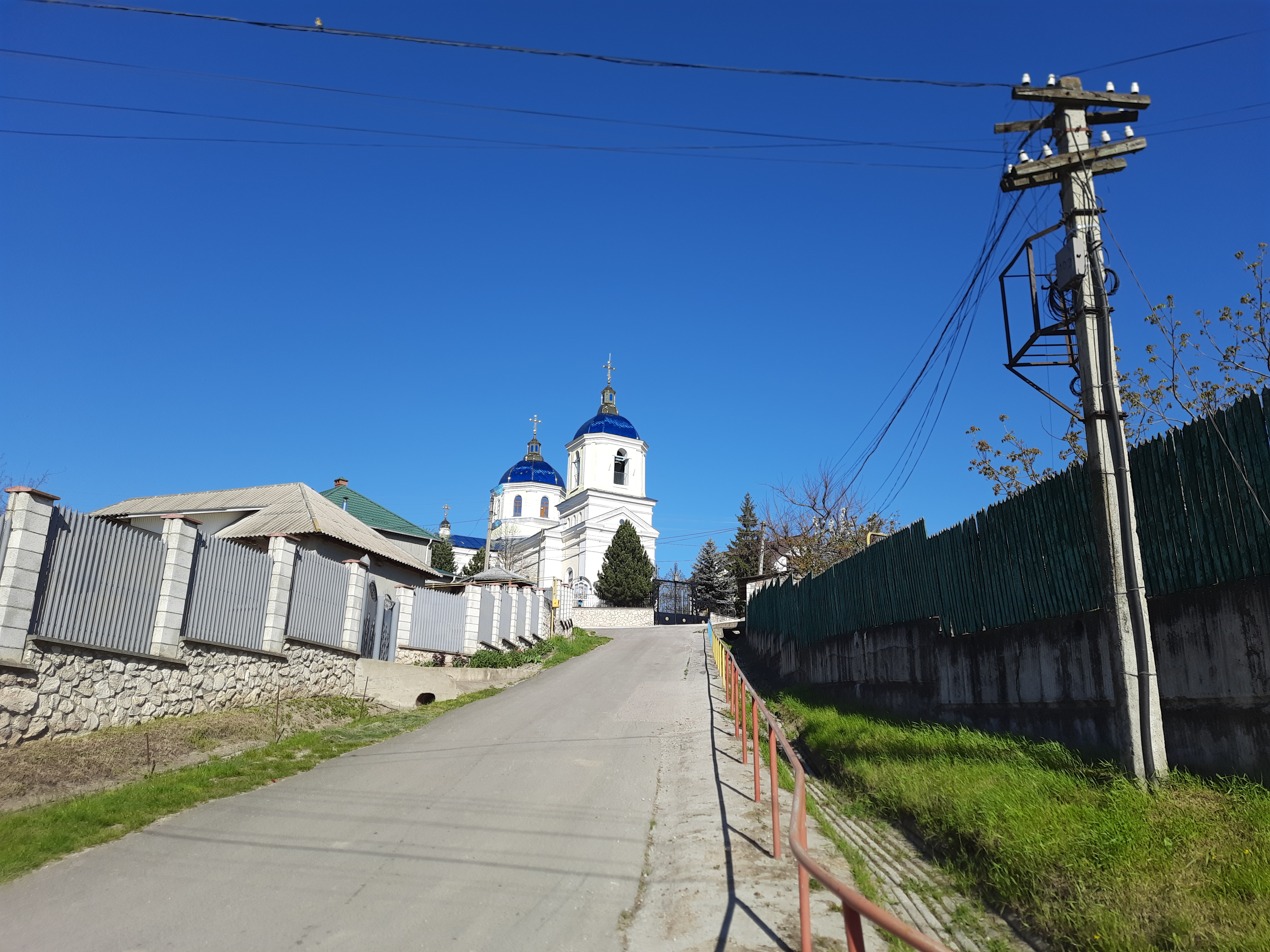
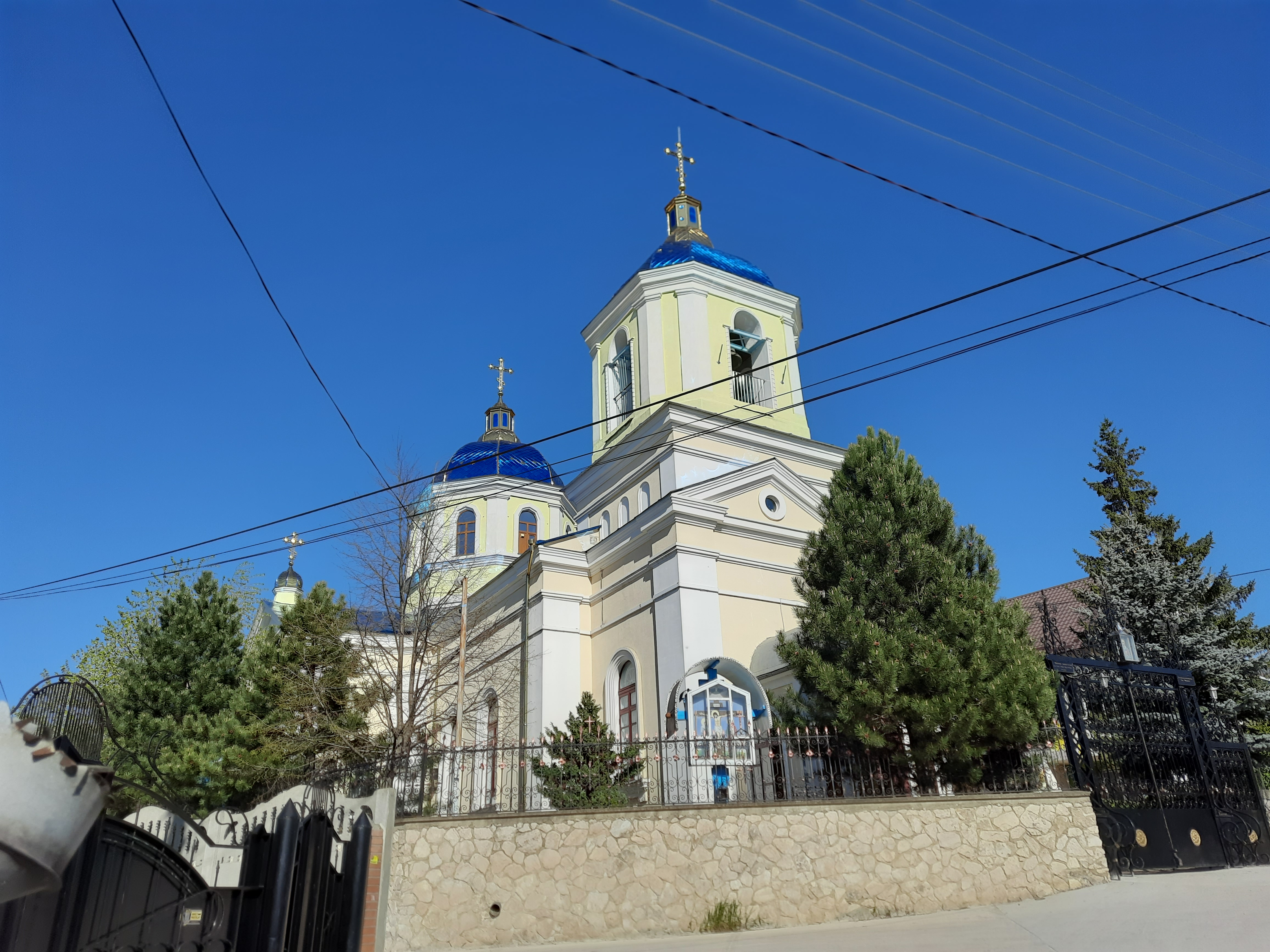
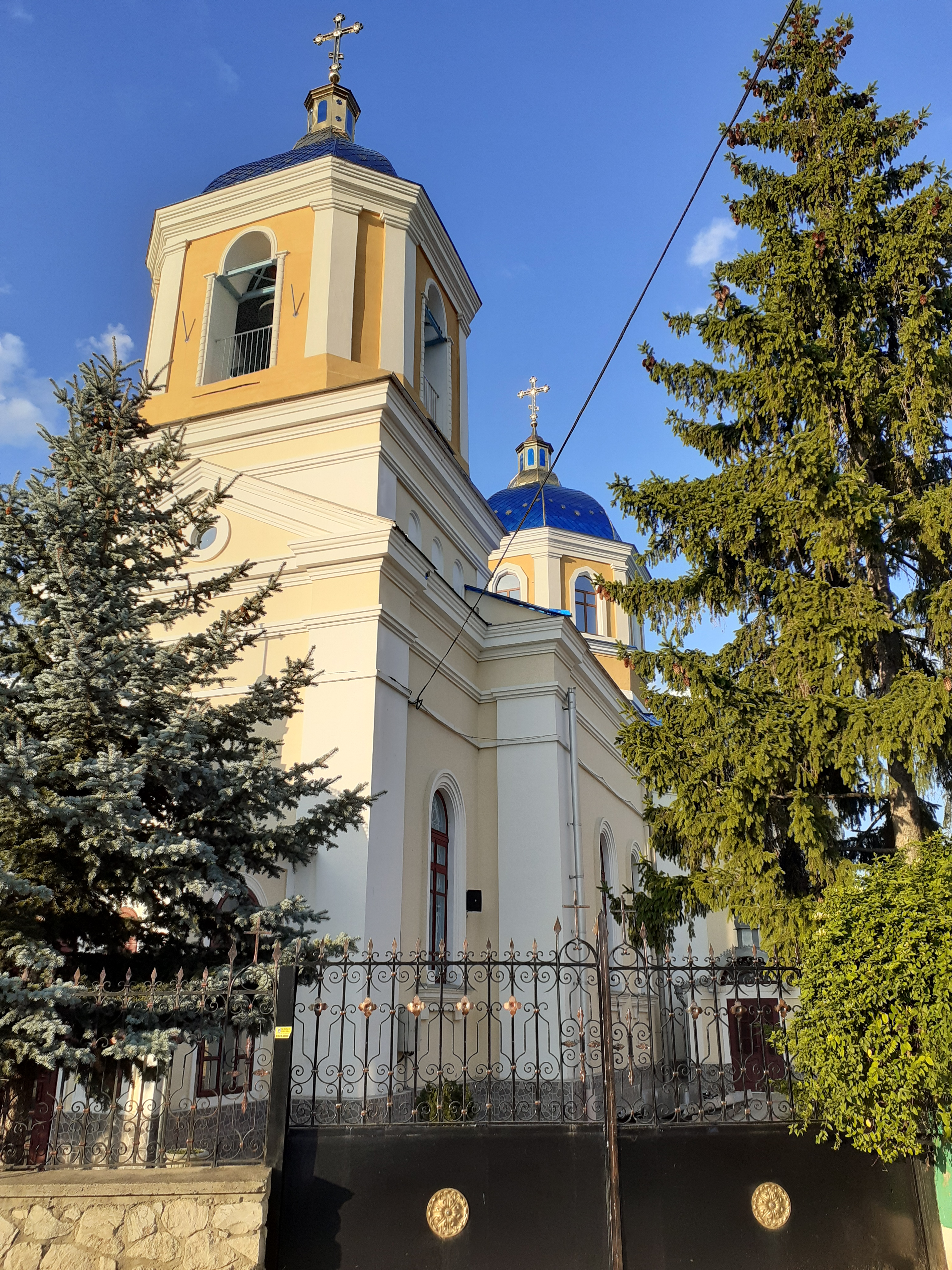
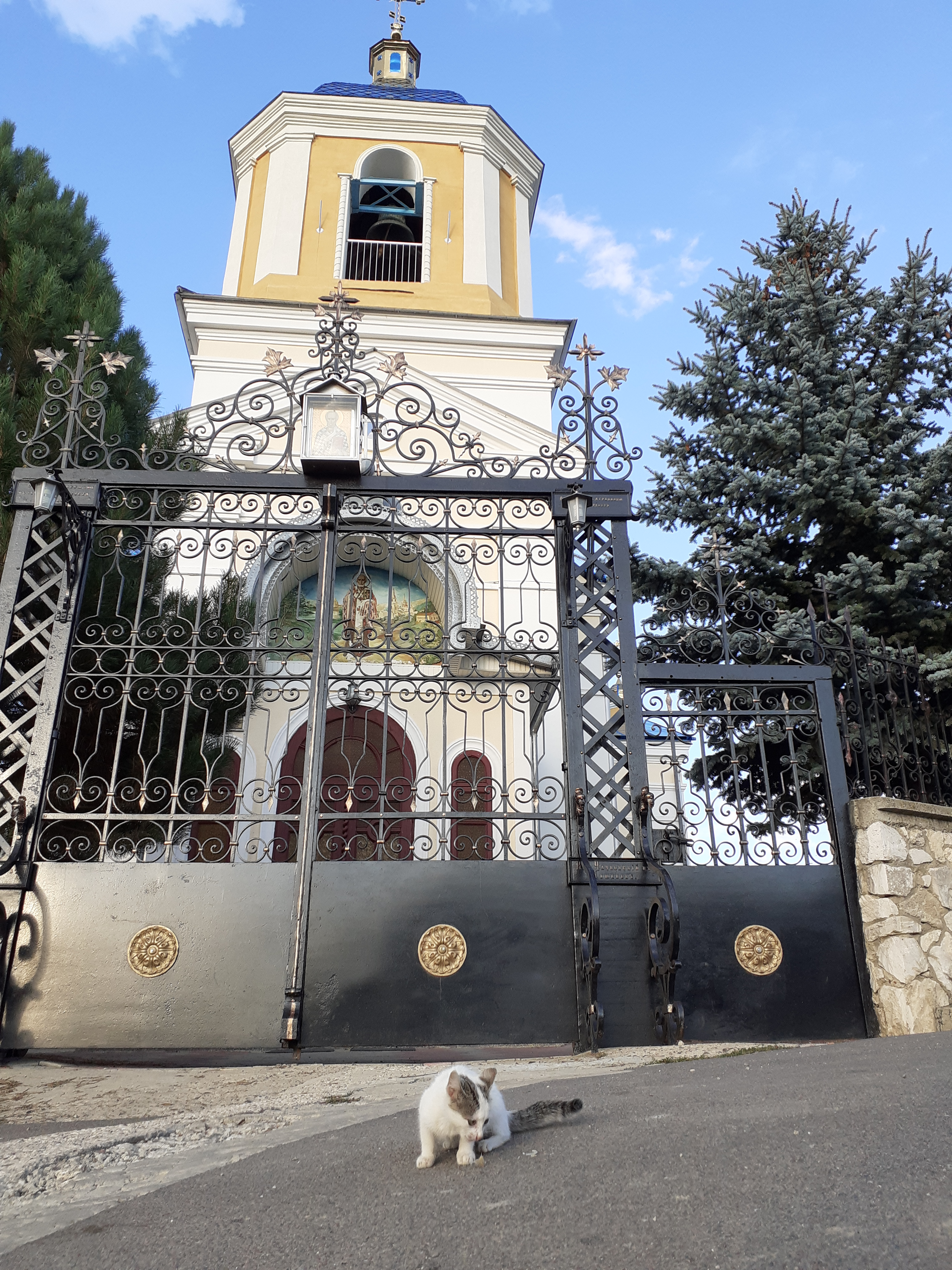
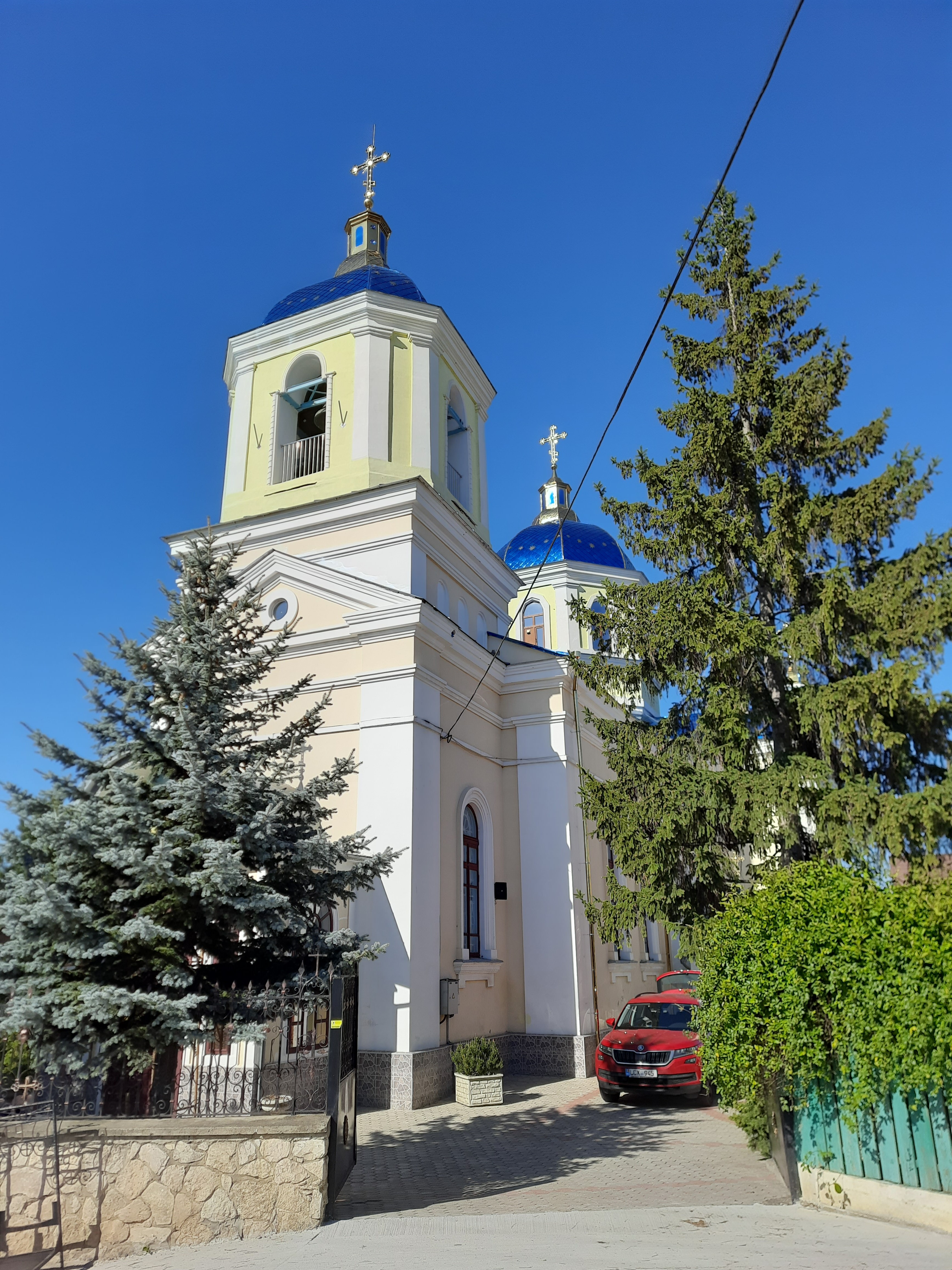
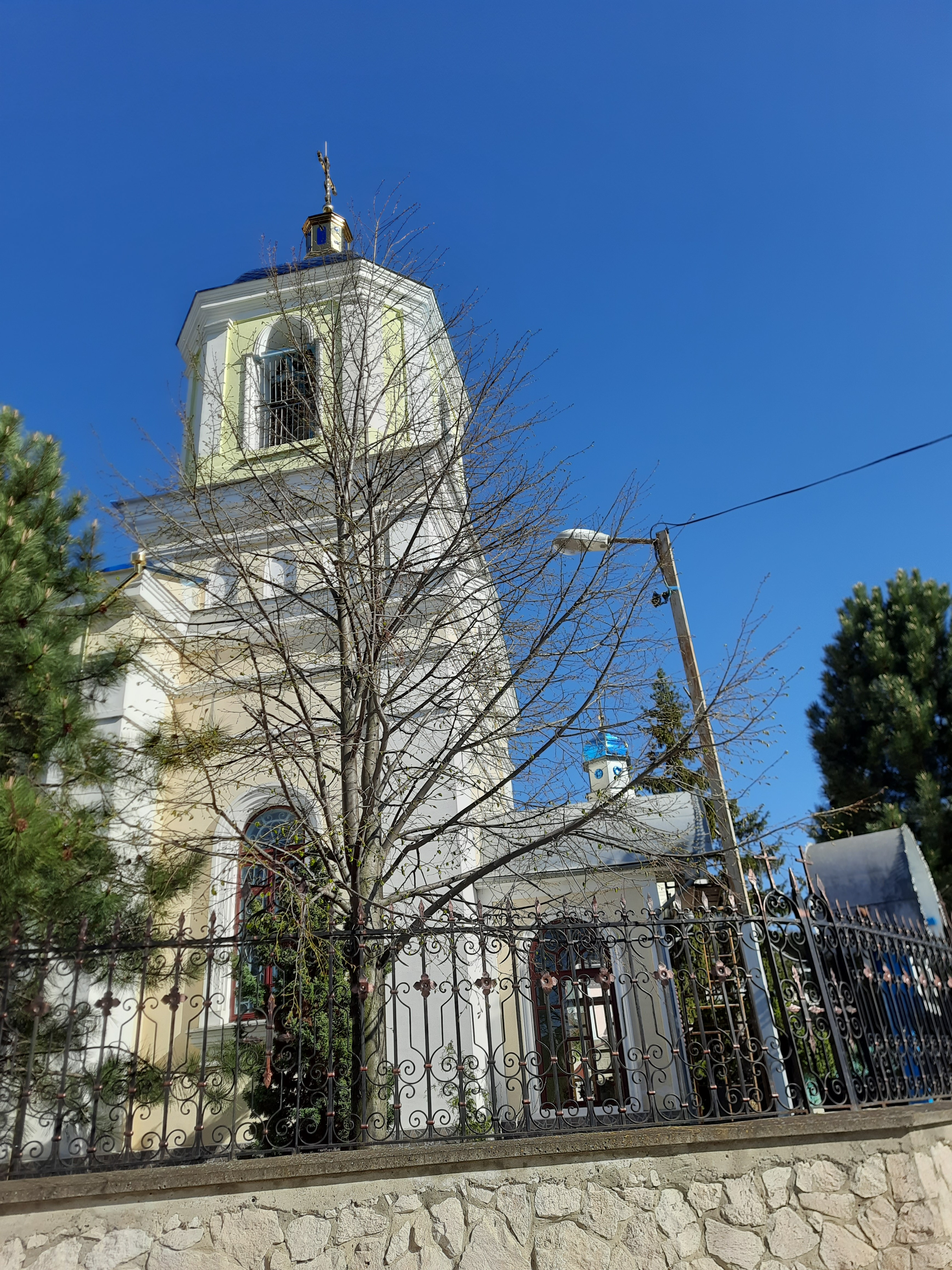
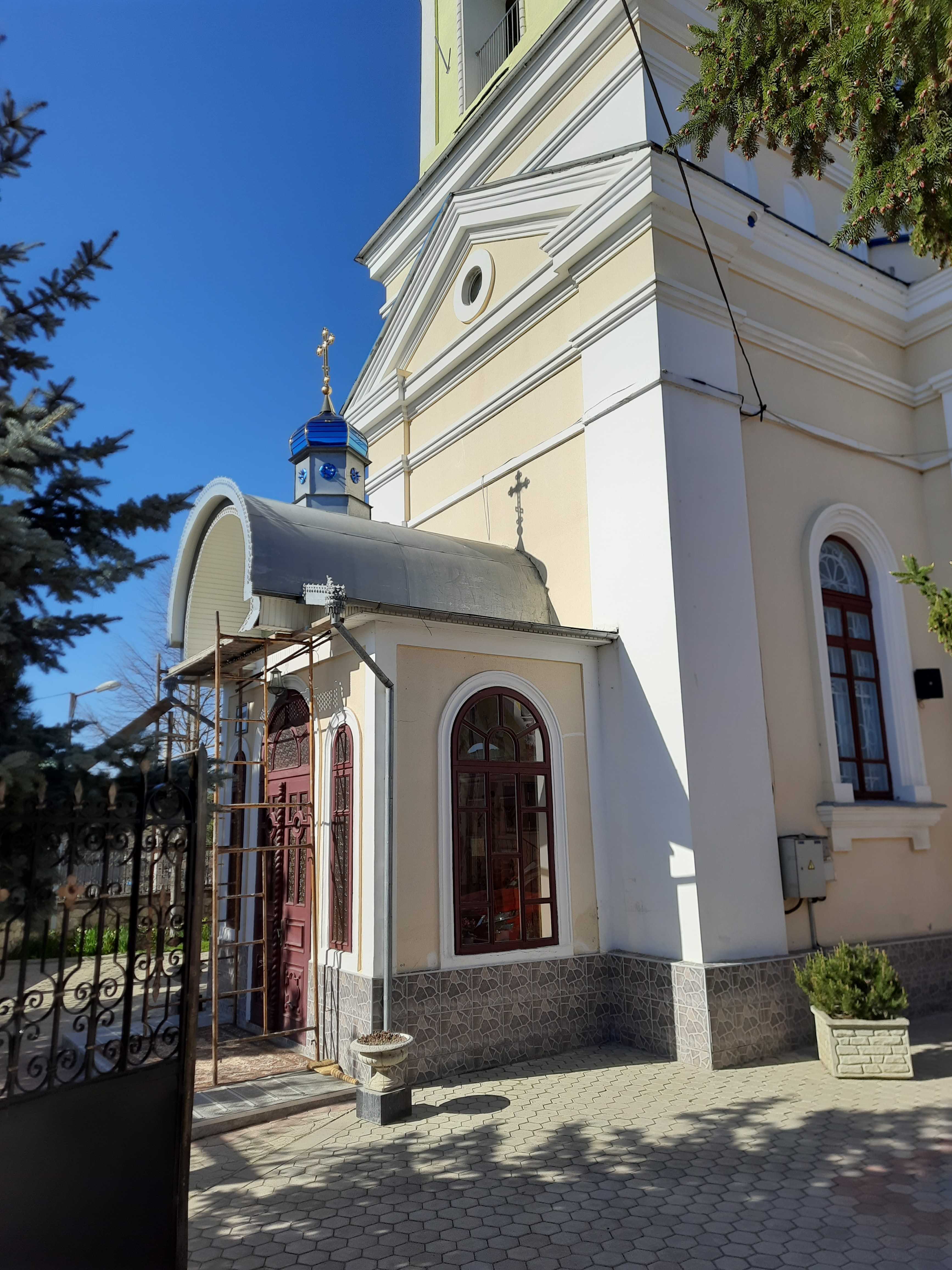

Biserica „Sfântul Nicolae” din localitate, monument ocrotit de stat.
Alte locuri

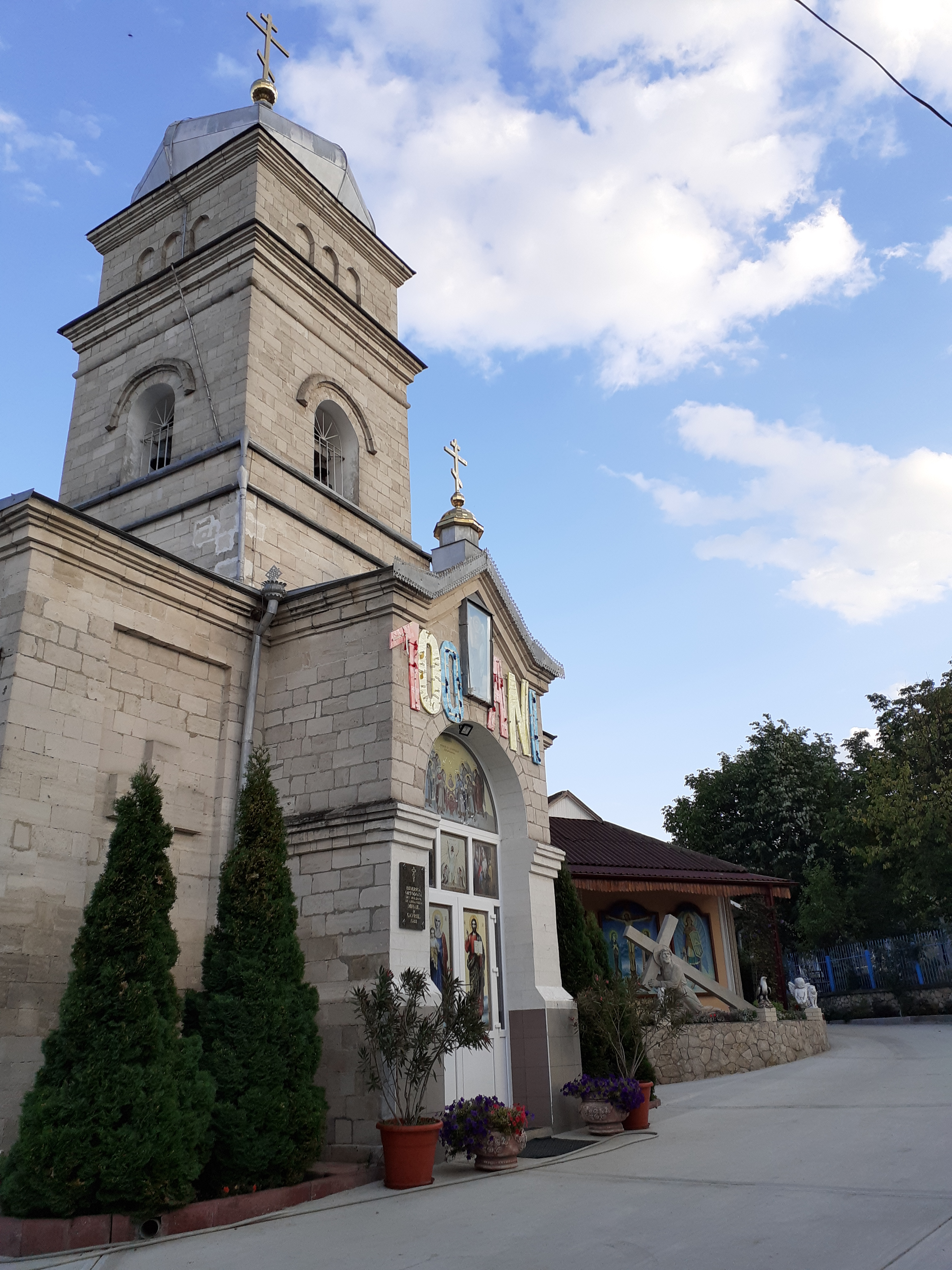
Biserica „Gîrlea”
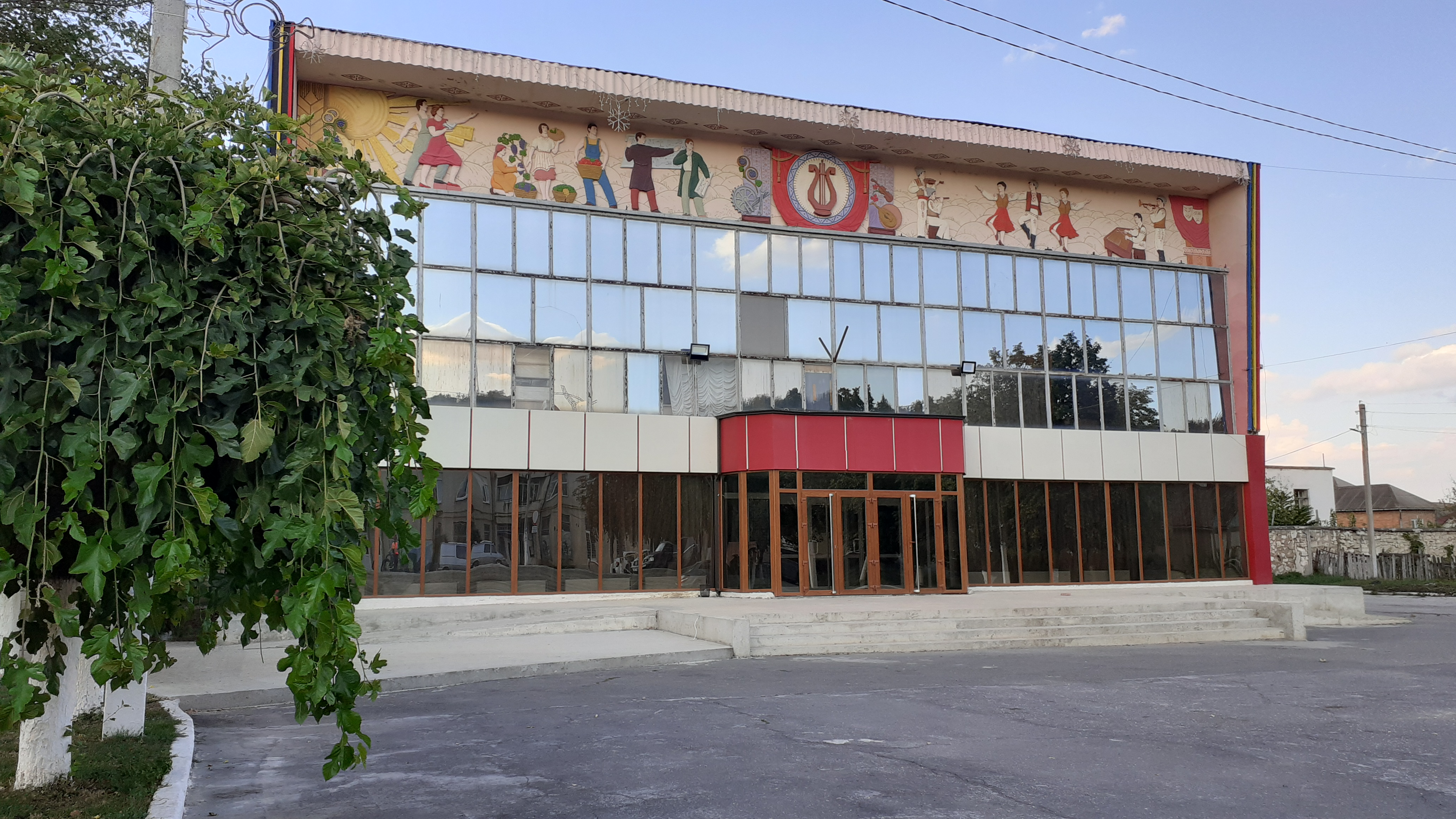
Casa de cultură
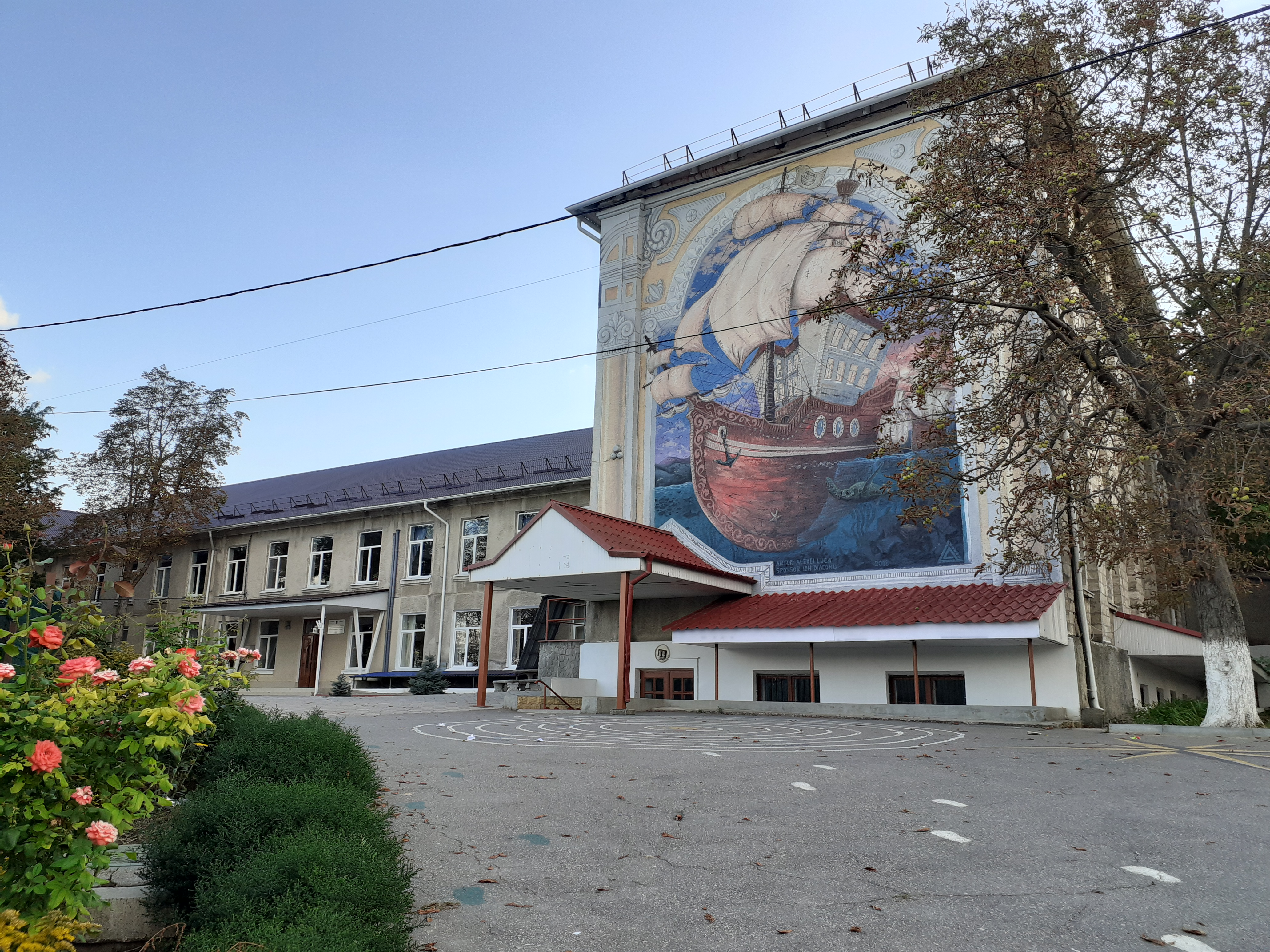
Liceul Teoretic „Olimp”
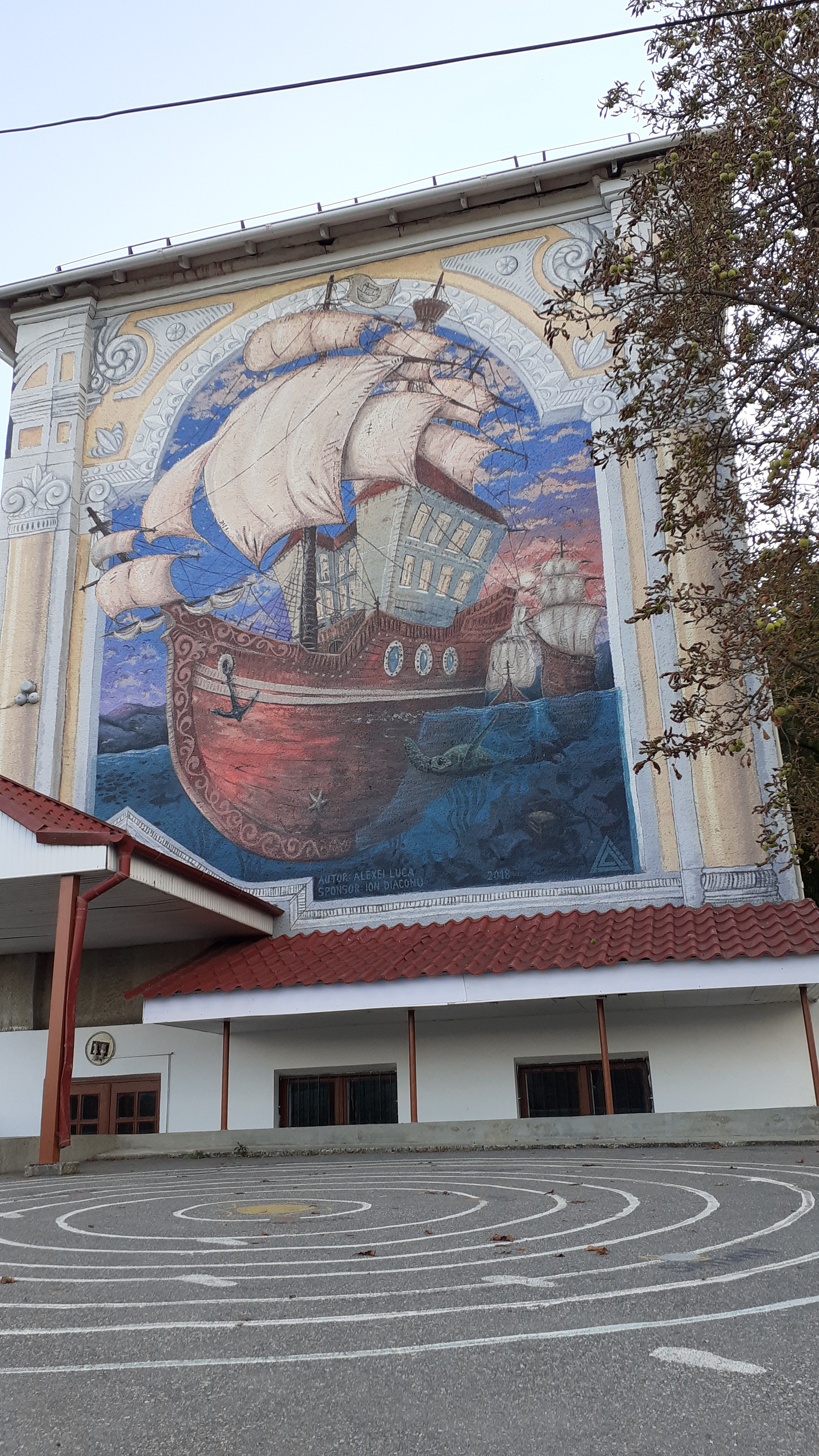
Pictura murală pe fațada LT „Olimp”
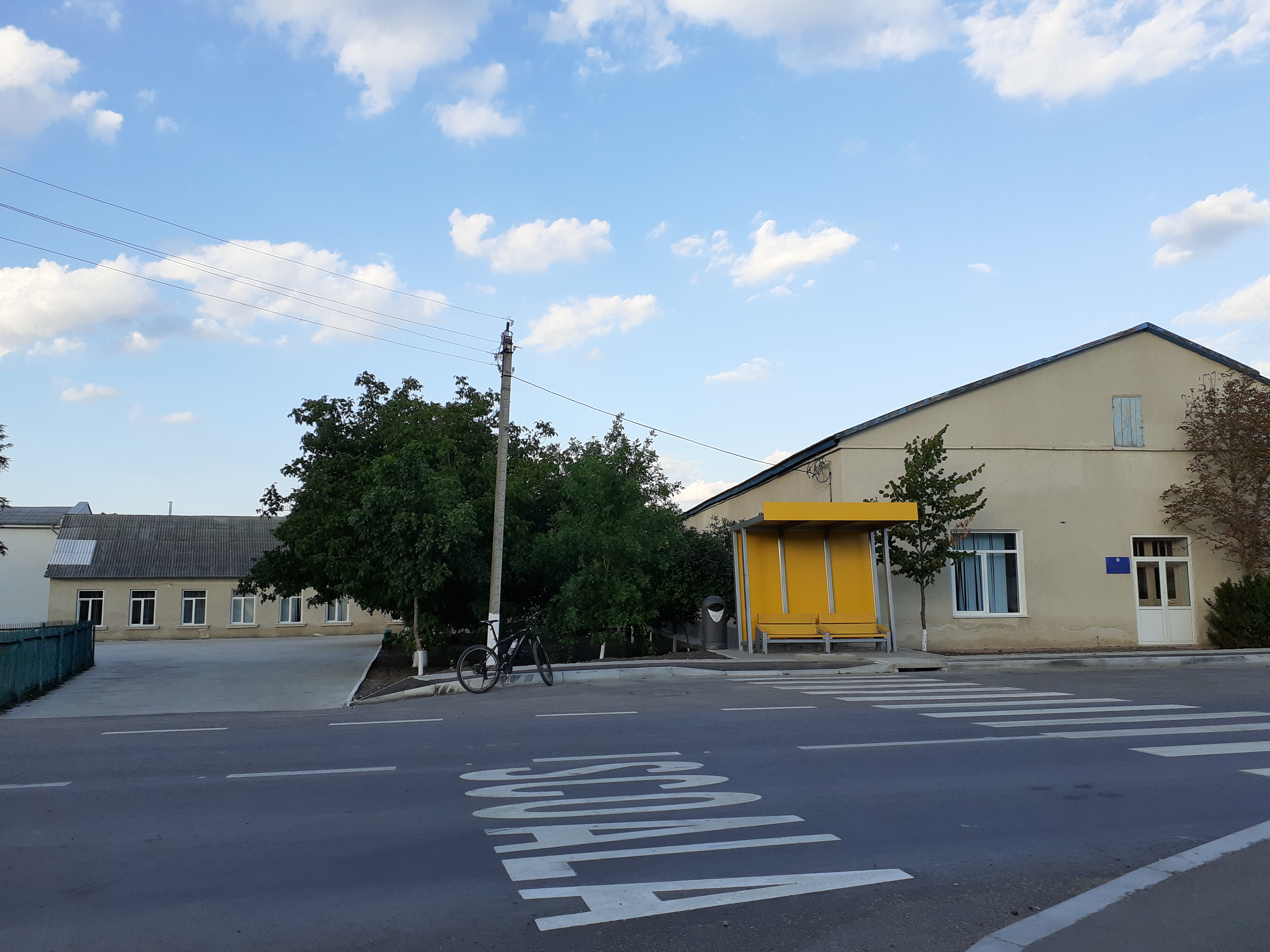
Gimnaziul
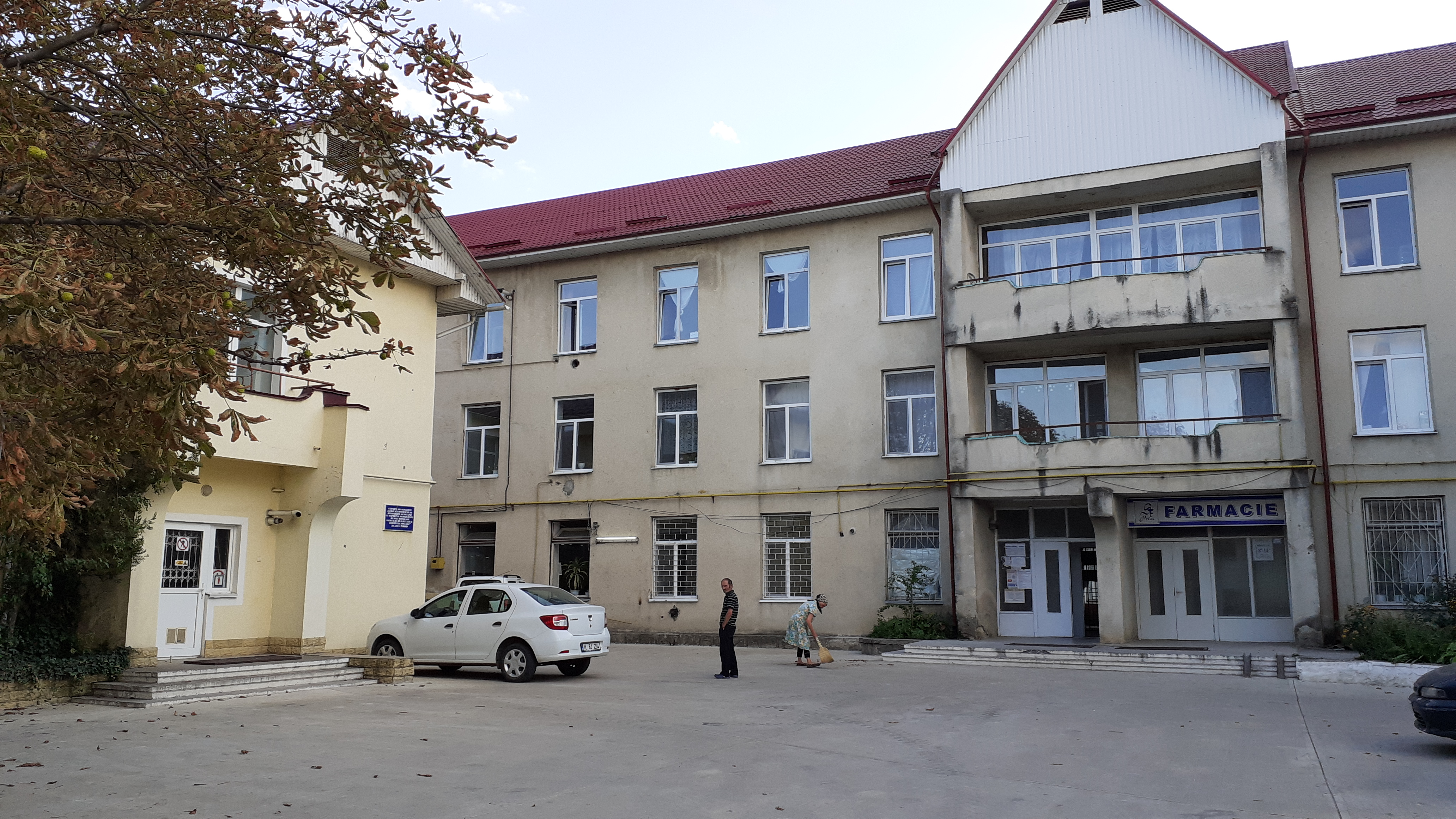
Centrul de sănătate
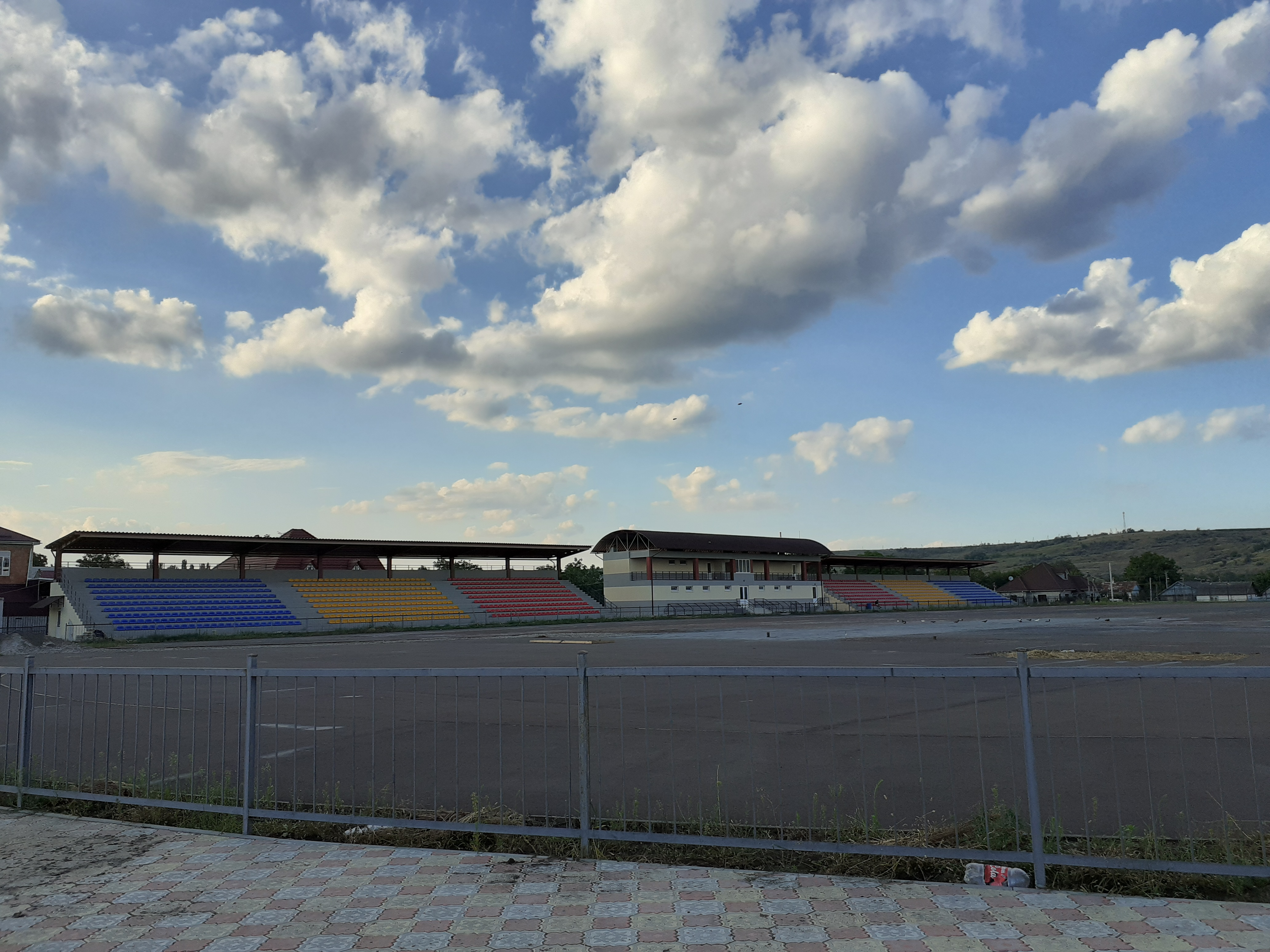
Stadionul de fotbal
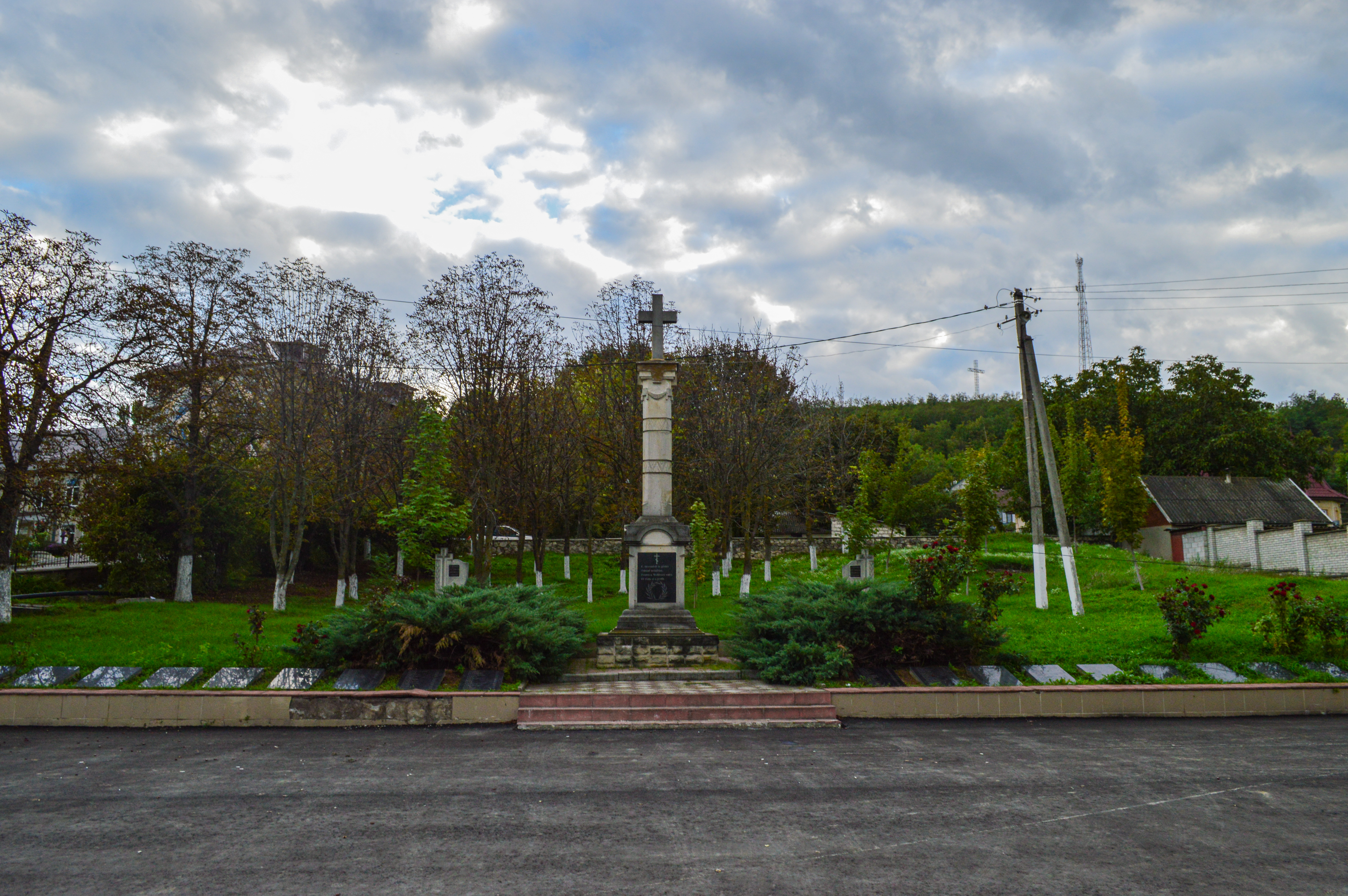
Monumentul în memoria consătenilor căzuți în Al Doilea Război Mondial.
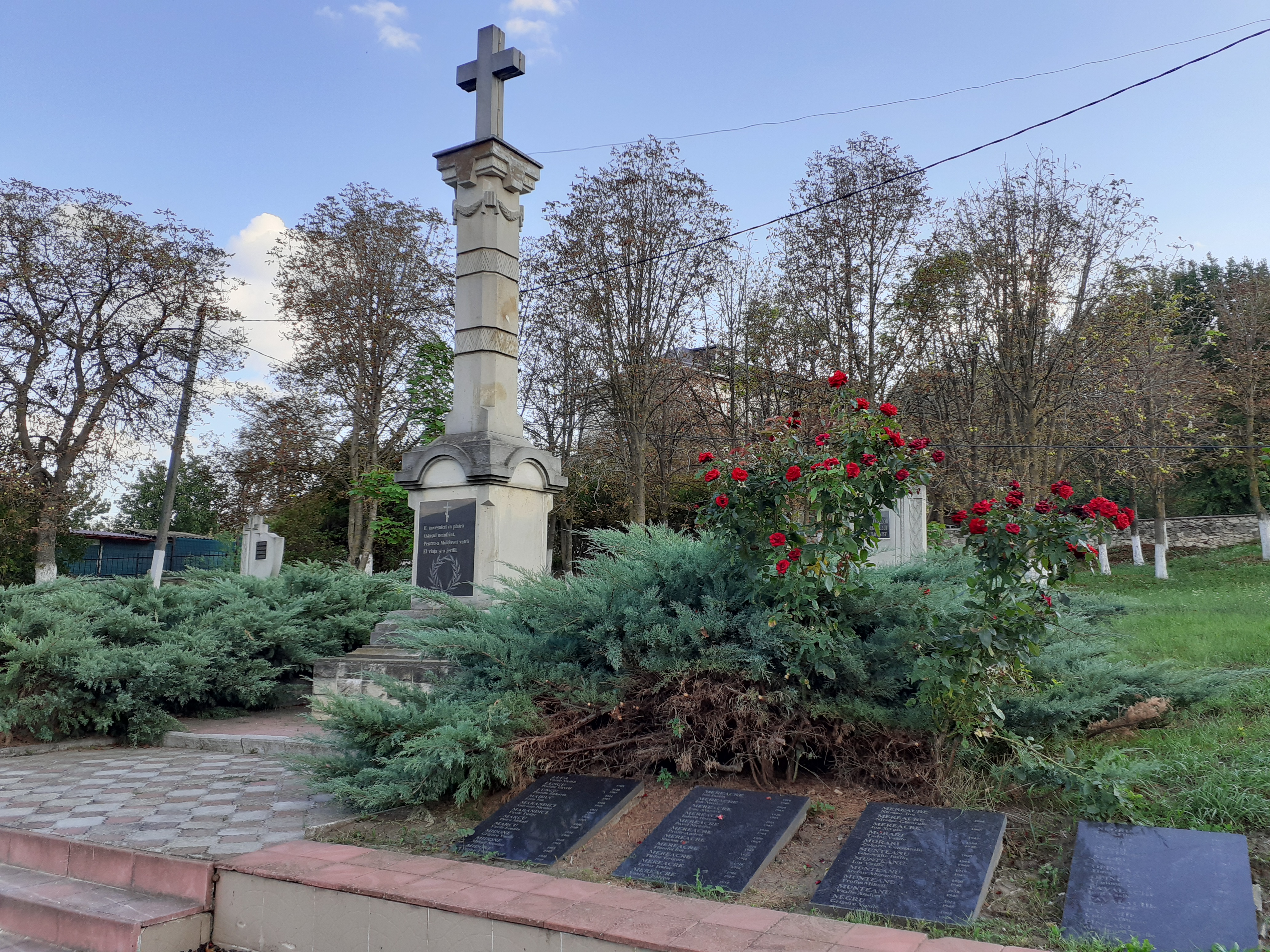
Pictura murală pe peretele bibliotecii din localitate.
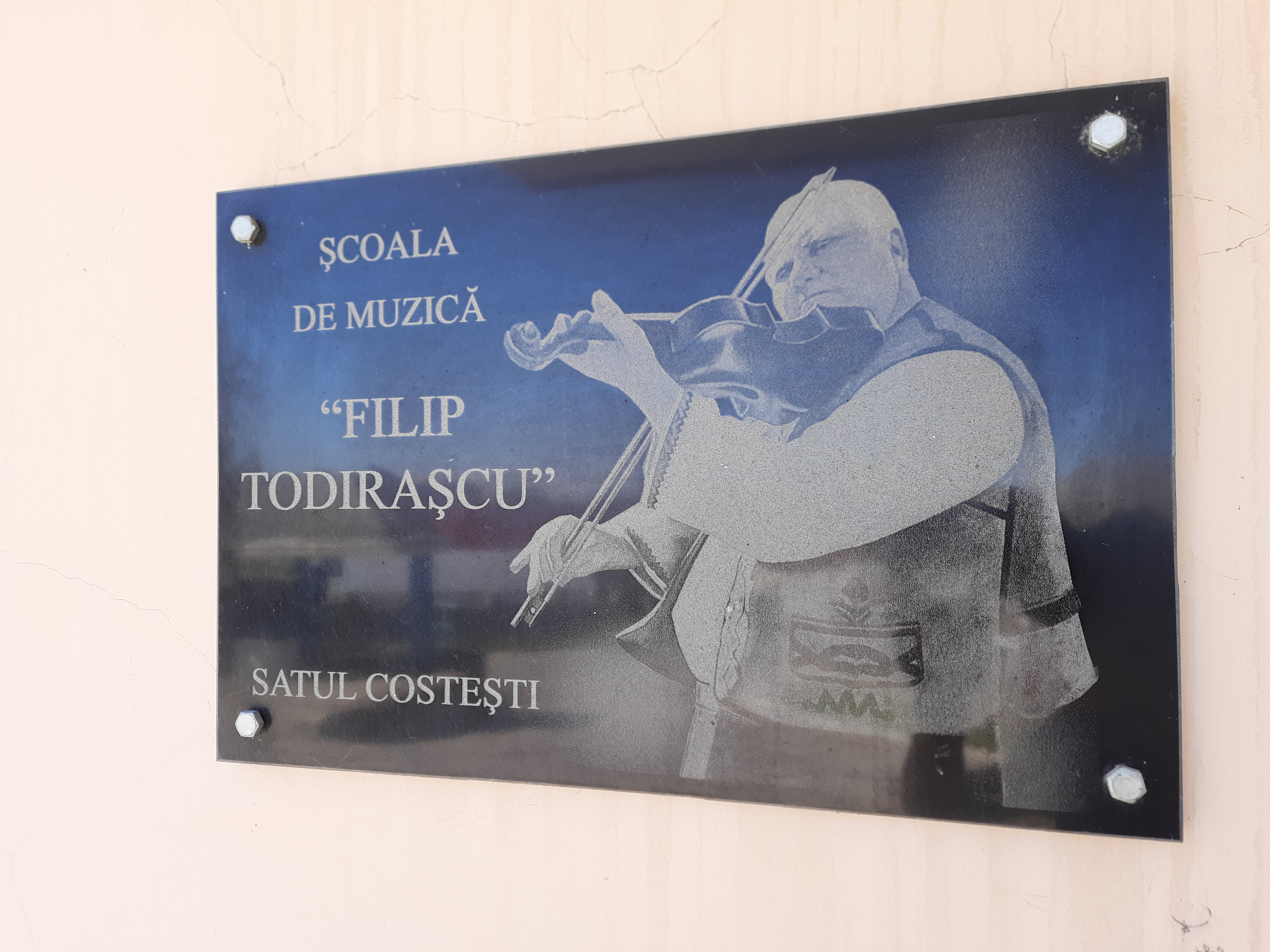
Placă comemorativă pe edificiul școlii muzicale.

## Personalități
- Victor Stepaniuc (n. 1958) - pedagog, jurist, profesor universitar, doctor in istorie, deputat în Parlamentul Republicii Moldova (1996-2010), Viceprim-ministru (2008-2009).
- Efim Bivol (n. 16 ianuarie 1951) - poet, umorist și publicist. Opera literară: Lei-paralei (Chișinău, 1985), Curcanul lăudăros (Chișinău, 1988), Bârna din ochi (Chișinău, 1991), SRL (Scris cu răspundere limitată) (Chișinău, 1993).

## Vezi și
- Costești (așezare)

## Legături externe
- Satul Costești pe casata.md